# Santa Catarina
Santa Catarina é uma das 27 unidades federativas do Brasil. Está situada no centro da região Sul do país. Possui como limites: ao norte, com o Paraná, ao sul, com o Rio Grande do Sul. A leste, com o Oceano Atlântico e a oeste, com a província argentina de Misiones. Compreende uma superfície de 95 730,690 km². Com uma população de 7,6 milhões de habitantes, é o décimo estado mais populoso do Brasil. Sua capital é Florianópolis, segunda cidade mais populosa do estado, após Joinville. Além do Espírito Santo, Santa Catarina constitui um dos dois estados cuja capital não é o município com maior número de habitantes.
Conta com 295 municípios. Suas maiores cidades constituem Joinville, Florianópolis, Blumenau, São José e Itajaí. Constitui um dos estados brasileiros com relevo mais montanhoso. 52% do território se encontram acima de 600 metros de altitude. Uruguai, Canoas, Pelotas, Negro, do Peixe, Itajaí, Iguaçu, Chapecó e Tubarão constituem os rios mais importantes. Tem um clima subtropical úmido. Sua economia está alicerçada nos setores industrial (agroindustrial, têxtil, cerâmica, de máquinas e equipamentos), extrativista (mineral) e pecuarista.
A primeira expedição significativa a chegar a Santa Catarina foi a de Juan Díaz de Solís, em 1515. O litoral catarinense era habitado pelos indígenas carijós, do grupo tupi-guarani. O navegador deu o nome de “Baía dos Perdidos” às águas entre a Ilha de Santa Catarina e o continente por conta do naufrágio de uma embarcação no local. O território foi concedido a Pero Lopes de Sousa em 1534. Nossa Senhora do Desterro, hoje Florianópolis, na ilha de Santa Catarina, começou a ser criada pelo paulista Francisco Dias Velho, em 1675. A capitania foi emancipada de São Paulo em 1739. Dez anos depois, vieram os primeiros açorianos, trazidos pelo governador Silva Pais, que concedeu enorme estímulo à região. Foi invadida pelos espanhóis em 1777. No entanto, acabou sendo entregue no mesmo ano, como resultado do Tratado de Santo Ildefonso. A mais antiga colônia de imigrantes alemães foi criada em 1829. Santa Catarina foi palco de vários conflitos, principalmente da Revolução Farroupilha, que atingiu a província, no decorrer do período imperial. O descobrimento do carvão mineral em suas terras, ao término do século XIX, concedeu enorme estímulo ao progresso no sul do estado. Novas multidões de imigrantes alemães e também de italianos vieram para a região. Os colonizadores alemães e italianos se ocuparam das pequenas plantações e da vitivinicultura.
Os índices sociais do estado estão entre os mais altos do Brasil. Tem o mais elevado índice de expectativa de vida do país. Possui a terceira menor taxa de mortalidade infantil e taxa de analfabetismo (empatado com São Paulo) e também é a unidade federativa com a mais baixa desigualdade econômica do Brasil. Santa Catarina possui o sexto maior PIB do país e o quinto maior PIB per capita. Com uma economia variada, fortes afinidades à industrialização e um importante polo de exportação e de consumo, é um dos estados que mais expandem na economia brasileira e que responde por 4,76% do produto interno bruto do país.

## Etimologia
O nome do estado veio da ilha de Santa Catarina, cuja origem do nome ainda é debatida. A versão mais aceita é que foi assim nomeada pelo navegador italiano Sebastião Caboto em 1526, seja em homenagem a Santa Catarina de Alexandria ou a sua esposa, Catarina Medrano. Outras fontes mencionam que o nome foi dado pelo bandeirante paulista Francisco Dias Velho em homenagem a uma filha, de nome Catarina.
Seus habitantes naturais são denominados catarinenses ou barrigas-verdes. A procedência do termo é o colete utilizado pelos soldados das forças do militar português, Joaquim Francisco do Livramento. Estas tropas, em 1753, partiram de Santa Catarina para combater no Rio Grande do Sul e asseguraram ao Brasil a conquista desta capitania.
De procedência religiosa, o nome homenageia a santa padroeira do estado. Os romanos cultuavam uma divindade antiquíssima, Sancus, que não deixava violar as promessas e juramentos, mandando cumpri-las. Da sua denominação vem o verbo latino sancire, "consagrar". Sanctus, "santo, consagrado, o qual tem que, sobretudo, ser tratado com respeito" é o particípio passado do próprio verbo. Etimologicamente, o termo Catarina vem do grego ekaterina (εκατερινα), "puro, imaculado".

## História

### Pré-história e povos indígenas

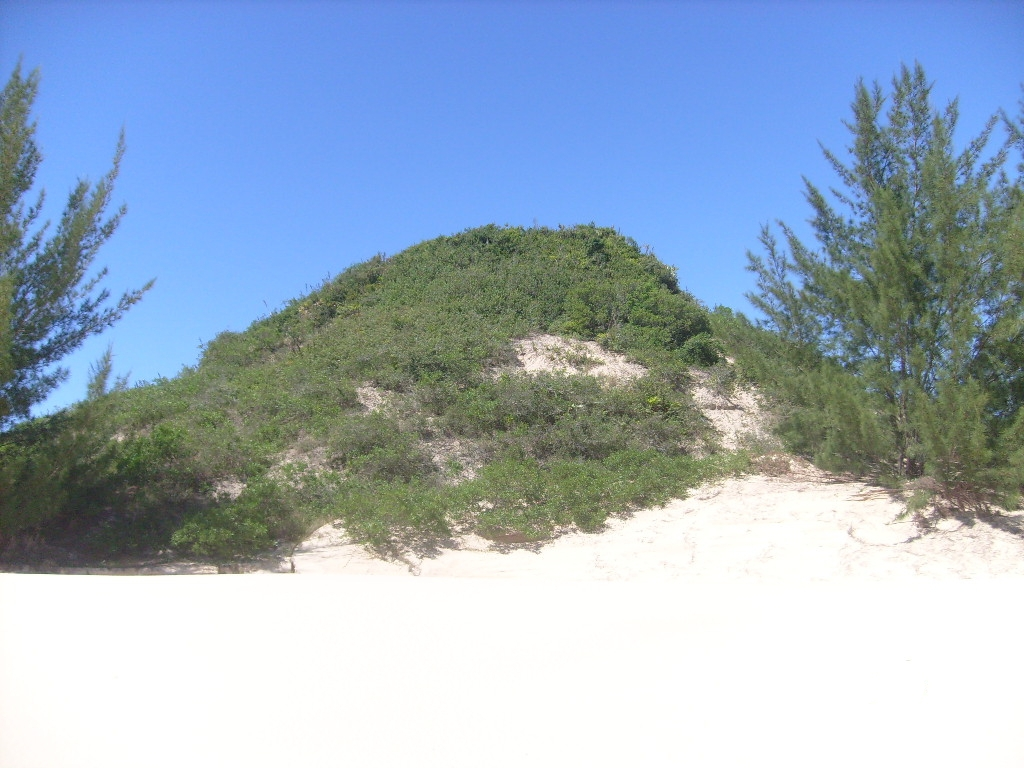
Sambaqui Figueirinha II, em Jaguaruna.

Os vestígios mais antigos de presença humana no território de Santa Catarina foram encontrados próximos à Usina Hidrelétrica Foz do Chapecó, em Águas de Chapecó, e são datados de 11,7 mil anos. Os pioneiros na ocupação da região pertenciam às tradições Umbu e Humaitá. No litoral do estado, destaca-se, no pré-cabralino, a cultura dos sambaquis.
No século XVI, o litoral de Santa Catarina era habitado pelos indígenas carijós, enquanto o interior era habitado pelos caingangues e xoclengues. A partir de 1549, os jesuítas começaram a catequese dos ameríndios locais.

### Período colonial
As expedições vindas de diversas nações europeias, sobretudo portuguesas e espanholas, desbravaram a costa catarinense a partir dos primeiros anos da descoberta do Brasil. Embora seja discutida a presença do francês Binot Paulmier de Gonneville em Santa Catarina em 1504, não há dúvidas sobre a expedição portuguesa de Nuno Manuel e Cristóvão de Haro, em 1514, que batizou a Ilha de Santa Catarina de Ilha dos Patos. Em seguida, várias outras expedições portuguesas e espanholas passaram pelo litoral catarinense, muitas na rota para o Rio da Prata, como a de Juan Díaz de Solís (1515), Rodrigo de Acuña (1525) e a de Sebastião Caboto (1526-7), que teria renomeado a Ilha dos Patos para Ilha de Santa Catarina. O Rei de Portugal, D. João III, concedeu as terras continentais para Pero Lopes de Sousa em 1534. No entanto, as terras ficaram desabitadas, exploradas por jesuítas, povoadores espanhóis e portugueses, porém, sem estabelecimento permanente de população, em todo o século XVI.
Desde o começo da colonização do Brasil, as terras do Sul do Brasil não despertaram muito interesse dos colonizadores portugueses, devido à ausência de metais preciosos e ao seu clima mais frio (visto que as geadas dificultavam o cultivo de cana-de-açúcar). Os portugueses só começaram a se interessar pela região em meados do século XVII.
A Capitania de Nossa Senhora do Rosário de Paranaguá foi fundada pelo Marquês de Cascais em 1656. Substituiu a Capitania de Santana, que teve início na foz da baía de Paranaguá e fim na atual cidade catarinense de Laguna. Tem como limites a de Santo Amaro (parte da segunda seção da de São Vicente) ao norte, as águas salgadas do oceano Atlântico a leste. E o Governo do Rio da Prata e do Paraguai a oeste. Estes estados extintos eram delimitados pelo Tratado de Tordesilhas.
A primeira povoação permanente em território catarinense foi Nossa Senhora da Graça do Rio de São Francisco, fundada em 1658 pelo português residente na Capitania de São Vicente Manuel Lourenço de Andrade e sua família e amigos. Em 1673, logo após se estabelecer na Ilha de Santa Catarina com a família, criado e escravos, o bandeirante paulista Francisco Dias Velho fundou a povoação de Nossa Senhora do Desterro. Em 1676, o também paulista Domingos de Brito Peixoto fundou a povoação de Santo Antônio dos Anjos de Laguna, a qual, no início do século XVIII, era a mais importante do litoral catarinense, com uma economia baseada numa agricultura rudimentar e na exportação de peixe seco para Santos e o Rio de Janeiro. No entanto, a abertura de uma estrada ligando as pastagens do Rio Grande do Sul ao Planalto Paulista em 1728 representou um sério abalo para Laguna, que perdeu sua posição proeminente de entreposto comercial e foco para a expansão para o sul.
Em 1738, foi criada a Capitania de Santa Catarina, vinculada à de São Paulo e sediada na vila de Nossa Senhora do Desterro, criada em 1726. Em 1739, a recém-criada capitania catarinense foi incorporada à do Rio de Janeiro e teve seu primeiro governador, José da Silva Pais.
Na década de 1740, por iniciativa de Alexandre de Gusmão, ministro do rei português D. João V, Portugal iniciou um projeto de colonização de povoamento no Sul do Brasil, visando garantir a posse do território disputado pelos espanhóis, recorrendo à imigração de portugueses dos Açores e da Ilha da Madeira para o litoral sulista. Um sistema defensivo insular foi implantado em Santa Catarina e, de 1748 a 1756, cerca de cinco mil imigrantes açorianos começaram a povoar a ilha e o litoral da capitania.
Em meados do século XVIII, o Planalto Catarinense, então parte da Capitania de São Paulo, começou a ser povoado, por fazendas de criação de gado, com incentivos do governo paulista, para a garantia do domínio português sobre a região e do escoamento do gado do Rio Grande do Sul. Uma das medidas tomadas para colonizar essa região foi a fundação, por Antônio Correia Pinto, de Lages, o primeiro núcleo do interior catarinense, de onde partiram os povoadores que fundaram outras cidades, como Curitibanos e Campos Novos.
Em 1777, durante a Guerra hispano-portuguesa, a Ilha de Santa Catarina foi tomada pelos espanhóis, os quais rapidamente tomaram a Capitania de Santa Catarina, com exceção de Laguna, que ofereceu resistência. No ano seguinte, o Tratado de Santo Ildefonso reconheceu a ilha e a Capitania como posse portuguesa.
Em 1820, o Planalto Catarinense foi anexado à Capitania de Santa Catarina, que adquire um formato parecido com o estado atual.

### Período imperial
Com a independência do Brasil, cuja notícia chegou a Desterro no início de outubro de 1822, Santa Catarina se tornou uma província do Império. Sete anos depois, em 1829, chegaram os primeiros alemães à província, os quais fundaram São Pedro de Alcântara. 

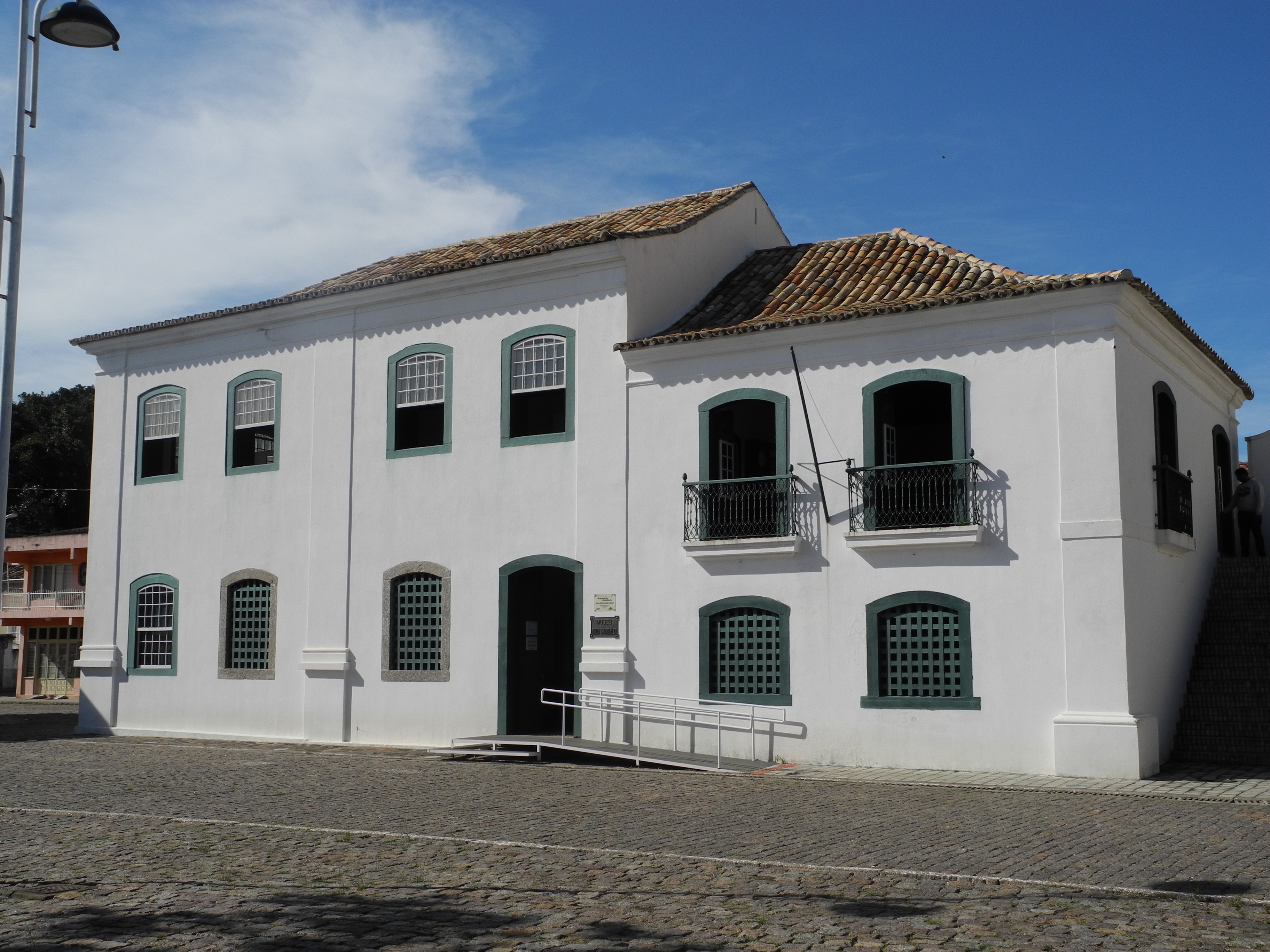
Museu Anita Garibaldi, em Laguna, onde foi proclamada a independência da República Juliana.

A província de Santa Catarina sofreu profundas consequências da Revolução Farroupilha, ocorrida no Rio Grande do Sul em 1835. Os revolucionários, chefiados por Giuseppe Garibaldi e David Canabarro, invadiram Laguna e declararam a República Juliana, em julho de 1839. Derrotados pelas tropas do Império do Brasil, os rebeldes deixaram Laguna. O novo país sul-americano teve curta duração, pois, quando sua independência foi proclamada, deixou de pagar à República Rio Grandense por falta de dinheiro. As últimas trincheiras farroupilhas foram demolidas em 1840.
Em meados do século XIX, seja por iniciativa do Estado ou por aliciamento de companhias particulares, a imigração de europeus, sobretudo alemães e italianos, ganhou impulso em Santa Catarina. Os imigrantes dedicaram-se à agricultura policultora de subsistência e fundaram colônias, como Dona Francisca (atual Joinville, 1850), Blumenau (1852) e Brusque (1860).
A partir de 1870, ganharam destaque na província as causas abolicionista e republicana. Em 1888, São Bento elegeu a primeira Câmara municipal composta apenas por elementos republicanos.

### Período republicano
Com a Proclamação da República no Brasil (15 de novembro de 1889), cuja notícia chegou dois dias depois do ocorrido a Santa Catarina, a província se tornou um Estado da Federação e assumiu o poder um triunvirato, até a posse do primeiro governador do estado, tenente Lauro Müller, nomeado pelo presidente da República Deodoro da Fonseca. O primeiro governo de Müller durou até 1891.
O então governador do estado se revoltou contra o governo de Floriano Peixoto, apoiando a Revolução Federalista iniciada no vizinho Rio Grande do Sul em 1893. Desterro transformou-se em base naval da esquadra revolucionária chefiada por Custódio José de Melo. Os conflitos armados se espalharam por toda a costa de Santa Catarina. Derrotados em 1894, os revolucionários foram seriamente castigados pelas tropas legalistas, ocasião na qual cerca de 185 pessoas foram executadas sumariamente por fuzilamento no episódio conhecido como Massacre da Ilha de Anhatomirim. Hercílio Luz elegeu-se governador em 1894 e elaborou uma política de apaziguamento da região e de conserto dos problemas infraestruturais que o estado sofreu. Desterro recebeu o nome de Florianópolis em 1894, em honra a Floriano Peixoto, após uma reviravolta que custou a vida dos defensores da revolução.
Após a Revolução Federalista, a política catarinense viveu um período de tranquilidade, dominado pelo Partido Republicano Catarinense, e alguns dos membros dessa organização política alcançaram projeção nacional, como os governadores Vidal Ramos e Adolfo Konder e Vítor Konder.
Em 1912, começou a Guerra do Contestado, entre os sertanejos da região localizada entre os rios Negro, Iguaçu, Canoas e Uruguai, denominada "Contestado" por ser disputada entre Paraná e Santa Catarina, e as forças oficiais. José Maria de Santo Agostinho, um curandeiro considerado sagrado, liderava os sertanejos. O desentendimento entre as duas unidades federativas e o conflito armado no Contestado só acabaram por completo em 1916.
O território de Santa Catarina foi invadido pelas forças revoltosas da Revolução de 1930, as quais saíram do Rio Grande do Sul e levaram Getúlio Vargas ao poder. Entretanto, Florianópolis opôs resistência até o triunfo da revolução no país inteiro.
Durante a Era Vargas, Santa Catarina foi governada por interventores nomeados pelo governo federal, com um breve período, entre 1935 e 1937, em que o poder esteve na mão do governador eleito Nereu Ramos, mantido como interventor no Estado Novo. A gestão de Ramos foi marcada pela preocupação com o sistema educacional e a assistência médico-hospitalar, mas teve que enfrentar a infiltração do nazismo entre os alemães e descendentes no estado. Nessa região, o esforço militar brasileiro não chegou a ser prejudicado por agrupamentos de alemães, diante de uma tentativa infrutífera.
Durante o período da República Populista, dominaram a política catarinense dois partidos: o Partido Social Democrático (PSD), sendo uma de suas lideranças Nereu Ramos, e a União Democrática Nacional (UDN), formada por alguns políticos ligados à República Velha. Em 1947, elegeu-se governador Aderbal Ramos da Silva, do PSD, depois de cujo mandato seguiu-se o predomínio da UDN, com Irineu Bornhausen e Jorge Lacerda, até a eleição, em 1960, de Celso Ramos (PSD). Nessa época, colaborou para o progresso de Santa Catarina a colonização do extremo oeste e centro do estado, que até então eram escassamente povoadas, por migrantes vindos do Rio Grande do Sul. A fundação da Universidade Federal de Santa Catarina (1960) e da Universidade para o Desenvolvimento do Estado de Santa Catarina (1965) concedeu enorme estímulo à educação estadual.
Em 1966, tomou posse, já na Ditadura militar, o governador, eleito por voto direto, Ivo Silveira, cujos sucessores – Colombo Salles, Konder Reis e Jorge Bornhausen – foram eleitos indiretamente. Em 1982, após anos sem governadores escolhidos pelo voto direto, foi eleito, por sufrágio direto, Esperidião Amin. Foi sucedido pelo governador eleito Pedro Ivo Campos (1987–1990), que faleceu durante o mandato, sendo substituído por Casildo Maldaner. Vilson Pedro Kleinübing, do PFL, tomou posse do poder executivo no mês de março de 1991. Renunciou em abril de 1994, sendo sucedido por Konder Reis, que concluiu o mandato. Paulo Afonso Evangelista Vieira elegeu-se em 1994. Tomou posse do poder executivo estadual em 1995. Ficou no cargo até 1999, quando foi substituído por Esperidião Amin. Luiz Henrique da Silveira venceu as eleições de 2002, permanecendo no cargo até 2006, no momento em que assumiu seu vice Eduardo Pinho, que completou o mandato. Em 2010, Luiz Henrique, eleito em 2006, foi substituído por Leonel Pavan, que concluiu o mandato. Em 2010, Raimundo Colombo foi eleito governador, sendo reeleito em 2014. Raimundo Colombo ficou no cargo até 2018, quando foi sucedido pelo seu vice Eduardo Pinho Moreira. Em 2018, Carlos Moisés foi eleito governador, assumindo o governo do estado em janeiro de 2019. Em 2022, Jorginho Mello se elegeu governador, tomando posse do poder executivo estadual em janeiro de 2023.

## Geografia
Santa Catarina é uma das 27 unidades federativas do Brasil, localizada no centro da região Sul. Banhado pelo Oceano Atlântico a leste, limita-se a norte com o Paraná, a sul com o Rio Grande do Sul. A oeste com a província de Misiones, na Argentina. Seu território está totalmente abaixo do Trópico de Capricórnio, na zona temperada meridional do planeta. Segue o fuso horário UTC−3 (Horário de Brasília e oficial do Brasil), com três horas anteriores em relação a Greenwich. Santa Catarina está situada entre os paralelos 25° 57′ 41″ S e 29° 23′ 55″ S e entre os meridianos 48° 19′ 37″ O e 53° 50′ 00″ O. Seus pontos extremos são: a norte o rio Saí-Guaçu no município de Itapoá, ao sul o rio Mampituba em Praia Grande, a leste a Ponta dos Ingleses em Florianópolis e, a oeste, a confluência dos rios Uruguai e Peperi-Guaçu em Itapiranga, na fronteira com a Argentina.
Inserido inteiramente no bioma da Mata Atlântica, a vegetação original de Santa Catarina abrange duas formações: florestas e campos. As florestas, que albergam 65% do território de Santa Catarina, foram bastante desmatadas. No entanto, a silvicultura cresceu muito devido aos estímulos do governo e ao progresso da indústria madeireira. No planalto, ocorrem no formato de florestas mistas de coníferas (araucárias) com latifoliadas e, na baixada e sopé da serra do Mar, somente como floresta latifoliada. Os campos aparecem como manchas espalhadas no interior da floresta mista. Os principais constituem os de São Joaquim, Lages, Curitibanos e Campos Novos. Na fauna catarinense, estão catalogadas cerca de 600 espécies de aves, 150 mamíferos. 140 denominações sistemáticas de anfíbios. 1 150 Lepidoptera (borboletas e mariposas), além do cadastro de cerca de 2 300 plantas vasculares.
Os rios que descem pelo território do estado fazem parte de ambos os sistemas autônomos delimitados pelas serras Geral e do Mar. A bacia do Atlântico Sul é constituída por bacias delimitadas entre si, como as dos rios Itajaí-Açu, Tubarão, Araranguá, Tijucas e Itapocu. No interior do estado, duas bacias juntam-se para compor a bacia da Prata: a do Paraná, cujo afluente mais importante é o rio Iguaçu, e a do Uruguai. Este tem como afluentes principais os rios Pelotas, Canoas, Chapecó e do Peixe.

### Geomorfologia

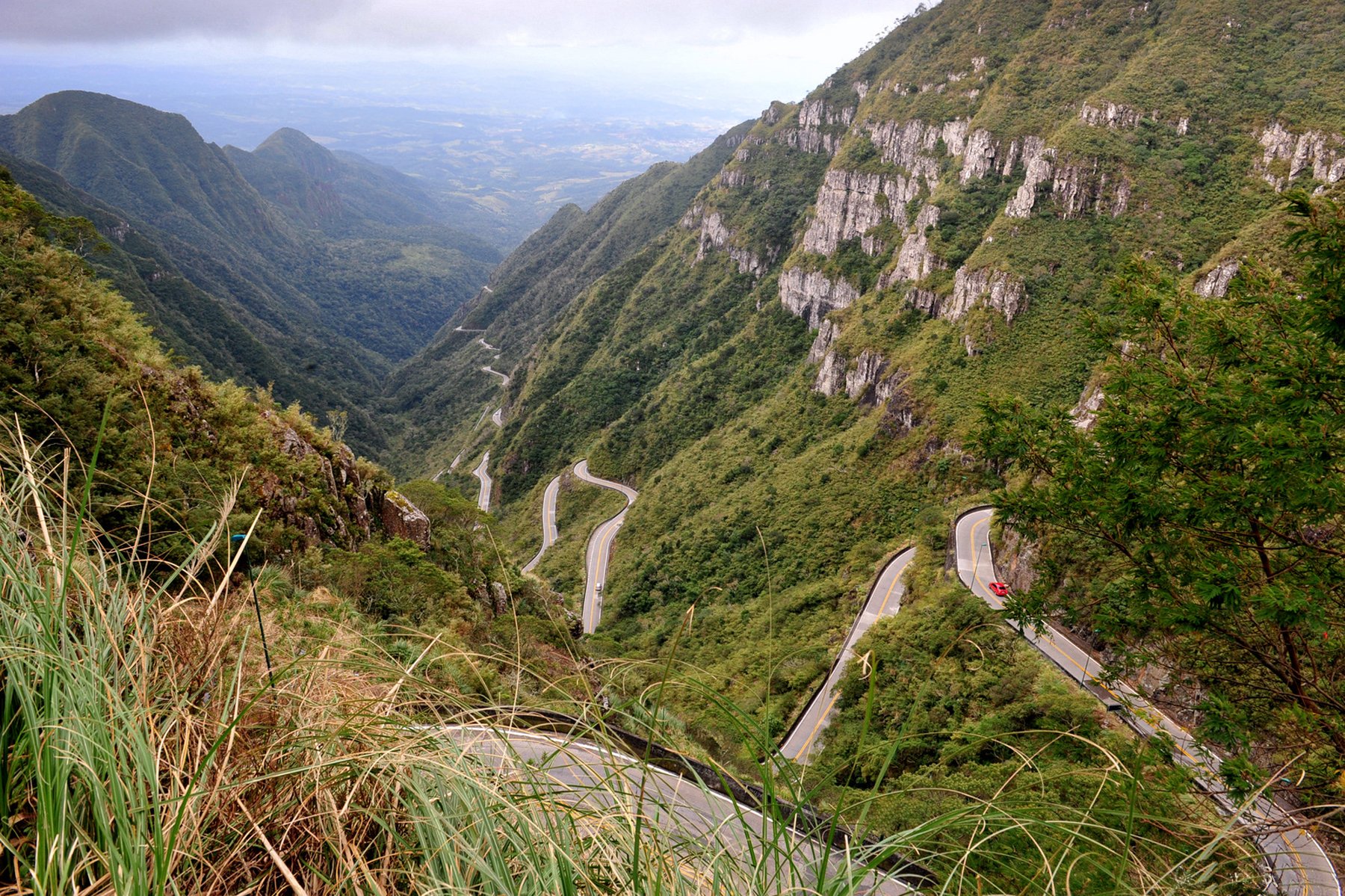
Serra do Rio do Rastro, a mais extensa cadeia de montanhas da região Sul, com a rodovia estadual SC-390.

Santa Catarina possui 77% de seu território acima de 300 metros e 52% acima de 600 metros. Destaca-se dentre as unidades federativas brasileiras de relevo mais alto. Quatro unidades geomorfológicas, que vão do litoral ao interior, formam o relevo estadual: baixada litorânea, Serra do Mar, planalto paleozoico e basáltico. As menores altitudes estão na baixada litorânea, que engloba as terras localizadas aquém de 200 metros. Na parte norte, é bem larga, entrando sertão adentro, por meio dos vales dos rios que correm da serra do Mar. Enquanto isso, em direção ao sul, encurta-se gradativamente.
A Serra do Mar ocupa a baixada litorânea na parte oeste. No norte do estado, compõe a borda montanhosa de um planalto razoavelmente médio. Possui traço muito diferente do que abriga em demais estados como Paraná e São Paulo. Em Santa Catarina, constitui uma faixa de montanhas, com pontos acima de mil metros. Esta é formada por um grupo de maciços separados pelos vales fundos dos rios que descem para o oceano Atlântico. Por trás da serra do Mar, prolonga-se o planalto paleozoico. Sua área aplainada está dividida em espaços separados pelos rios, que descem para leste. O planalto paleozoico diminui de altitude de norte a sul. Na porção sul do estado mistura-se com a planície litorânea, uma vez que a Serra do Mar não se prolonga até essa região.
O planalto basáltico compreende boa parte do território da unidade federativa. Constituído por sedimentos basálticos (derrames de lava), alternados com depósitos areníticos, tem como limite a leste uma borda montanhosa denominada de Serra Geral. No norte do estado, a borda do planalto basáltico está situada no sertão. Em direção ao sul, vai chegando progressivamente perto do litoral até que, na divisa com o Rio Grande do Sul, começa a descer diretamente sobre o mar. A área do planalto é razoavelmente média e curva-se levemente para oeste. Os rios, que descem em direção ao estado vizinho do Paraná, cavaram, nele, profundos vales. São pouco férteis os terrenos da floresta ombrófila mista, da mesma forma que os solos dos campos, os quais se aproveitam para a pecuária leiteira e de corte. Os solos de floresta subtropical úmida caracterizam-se por sua fertilidade, apesar de seu grande desgaste por sua utilização imprópria.

### Clima

Tipos climáticos de Santa Catarina segundo Köppen.

O território catarinense abrange dois tipos climáticos. São eles: o subtropical úmido com verões cálidos (Cfa) e o úmido com estios amenos (Cfb). Ambos tem as quatro estações do ano bem definidas e regime de chuvas bem distribuído ao longo do ano. O subtropical Cfa aparece na baixada litorânea e nas porções de menor altitude do planalto (extremidade oeste e vale do rio Uruguai). Possui temperaturas médias registradas de 20 °C, na baixada e no vale do Uruguai e 18 °C na extremidade oeste.
O subtropical Cfb aparece no restante do planalto. Possui temperaturas médias registradas entre 16 e 18 °C, porém, as de verão e de inverno são diferentes, por isso há grande amplitude térmica ao longo do ano. Os invernos são bem frios: em algumas regiões, são observados anualmente cerca de 25 dias de geada. Nessa época, é mais comum a incursão de massas de ar polares, algumas delas mais fortes e abrangentes. Estas fazem as temperaturas caírem para abaixo de zero em várias cidades. A maioria delas estão situadas no Meio Oeste, Planalto Norte e Planalto Sul. Nesta última se localizam Bom Jardim da Serra, São Joaquim, Urubici e Urupema, que estão entre os municípios mais frios do país.
Boa parte do Rio Grande do Sul se situa em latitudes mais inferiores a Santa Catarina. Apesar disso, é nas áreas mais elevadas do planalto sul catarinense em que há uma maior ocorrência de quedas de neve no Brasil nos meses de inverno. Santa Catarina também detém o recorde de mais baixa temperatura registrada em território brasileiro por órgãos oficiais. Esta temperatura foi de −14 °C em Caçador em 11 de junho de 1952. Por outro lado, a maior temperatura atingiu 44,6 °C em Orleans no dia 6 de janeiro de 1963. As localidades mais quentes do estado estão localizadas nas regiões do litoral sul, Vale do Itajaí e extremo oeste. Isso porque nesta está a cidade tida como a mais quente de Santa Catarina, Itapiranga. Nessas regiões, as temperaturas podem ultrapassar os 40 °C no verão ou em outras ocasiões extremas.

## Demografia
A população do estado de Santa Catarina no censo demográfico de 2010 era de 6 248 436 habitantes. É a 11.ª unidade da federação mais populosa do país. Concentra cerca de 3,3% da população brasileira e apresentando uma densidade demográfica de 65,29 moradores por quilômetro quadrado (a oitava maior do Brasil). De acordo com este mesmo censo demográfico, 83,99% dos habitantes viviam na zona urbana e os 16,1% restantes na rural. Ao mesmo tempo, 50,38% eram do gênero feminino e 49,52% do masculino, tendo uma razão de sexo de 98,48. Em dez anos, o estado registrou uma taxa de crescimento populacional de 16,80%.
O Índice de Desenvolvimento Humano de Santa Catarina é considerado alto conforme o PNUD. Segundo o último Atlas do Desenvolvimento Humano do Brasil, divulgado em 2013, com dados relativos a 2010, o seu valor era de 0,774. Está na terceira colocação ao nível nacional e na primeira ao regional. Considerando-se o índice de longevidade, seu valor é de 0,860 (1.º), o do valor de renda é 0,773 (4.º) e o de educação é de 0,697 (3.º). O coeficiente de Gini, que mede a desigualdade social, é de 0,39 e a incidência da pobreza de 27,19%. A taxa de fecundidade de Santa Catarina é de 1,71 filho por mulher, uma das mais baixas do Brasil.

### Hierarquia urbana e regiões metropolitanas

Densidade demográfica dos municípios de Santa Catarina (em hab/km²)

De acordo com o censo do IBGE de 2022, dos 293 municípios catarinenses (considerando a divisão municipal na época), dois têm população acima dos quinhentos mil, sendo eles Joinville, no nordeste do estado, e a capital Florianópolis. Outros onze tinham entre 100 001 e 500 000, quinze de 50 001 a 100 000. 34 de 20 001 a 50 000, 60 de 10 001 a 20 000. 64 de 5 001 a 10 000, 96 de 2 001 a 5 000 e doze até dois mil. Sua capital, Florianópolis, com seus 537 211 habitantes, concentrava 6,7% da população estadual, além de possuir a sexta maior densidade demográfica (627,24 hab./km²), quase quatro vezes menor que Balneário Camboriú (o município com maior densidade, 2 309,74 hab./km²), enquanto Capão Alto, no noroeste, tinha a menor densidade (2,06 hab./km²).
Conforme o estudo da Região de Influência das Cidades (REGIC), conduzido em 2018 pelo Instituto Brasileiro de Geografia e Estatística (IBGE), a rede urbana do estado foi alterada, visto que antes por inexistirem metrópoles em território estadual, era influenciada pelas metrópoles de Curitiba e Porto Alegre. Após a nova REGIC, constatou-se que Santa Catarina é polarizada agora por apenas uma Metrópole. Esta é formada pela capital do estado, cinco Capitais Regionais B e cinco Capitais Regionais C,
O estado de Santa Catarina possui, ao todo, 14 regiões metropolitanas. Todas elas foram criadas por intermédio de leis complementares estaduais. As três primeiras são: Norte/Nordeste, Florianópolis e do Vale do Itajaí, todas criadas em 1998. Em 2000 foi instituída a Região Metropolitana da Foz do Rio Itajaí e, em 2002, as regiões metropolitanas Carbonífera e de Tubarão. Em 2007, após a criação da RM de Chapecó, todas as RMs foram extintas, porém restituídas em 2010. No mesmo ano, foram criadas a RM do Alto Vale do Itajaí e a RM de Lages. No ano de 2012, a lei complementar estadual n.º 571, instituiu as regiões metropolitanas do Contestado e do Extremo Oeste. No ano de 2021, a lei complementar estadual n.º 788, instituiu as regiões metropolitanas de Joinville, Jaraguá do Sul e do Planalto Norte.

### Idiomas
Falam-se em Santa Catarina dois grupos de idiomas diferentes: as línguas autóctones e as alóctones, sendo alguns destes idiomas minoritários. Há três línguas autóctones ou indígenas: caingangue, mbyá-guarani e xoclengue. Com o povoamento europeu do estado, idiomas alóctones ou de imigrantes nasceram e subsistem hoje. Estes idiomas são o português, o talian e demais dialetos italianos, e os hochdeutsch ou deutsch e plattdüütsch, ou plattdietch. Faz parte deste o dialeto pomerano comum próximo a Blumenau e Pomerode. Determinados dialetos nasceram na região. Entre eles estão o portunhol, uma combinação de português e castelhano que se fala nas regiões de fronteira com a Argentina. E o katarinensisch, de procedência alemã. Entre outros núcleos linguísticos em menor escala incluem castelhano, polaco, lituano, japonês, árabe, iídiche, etc.

### Religiões

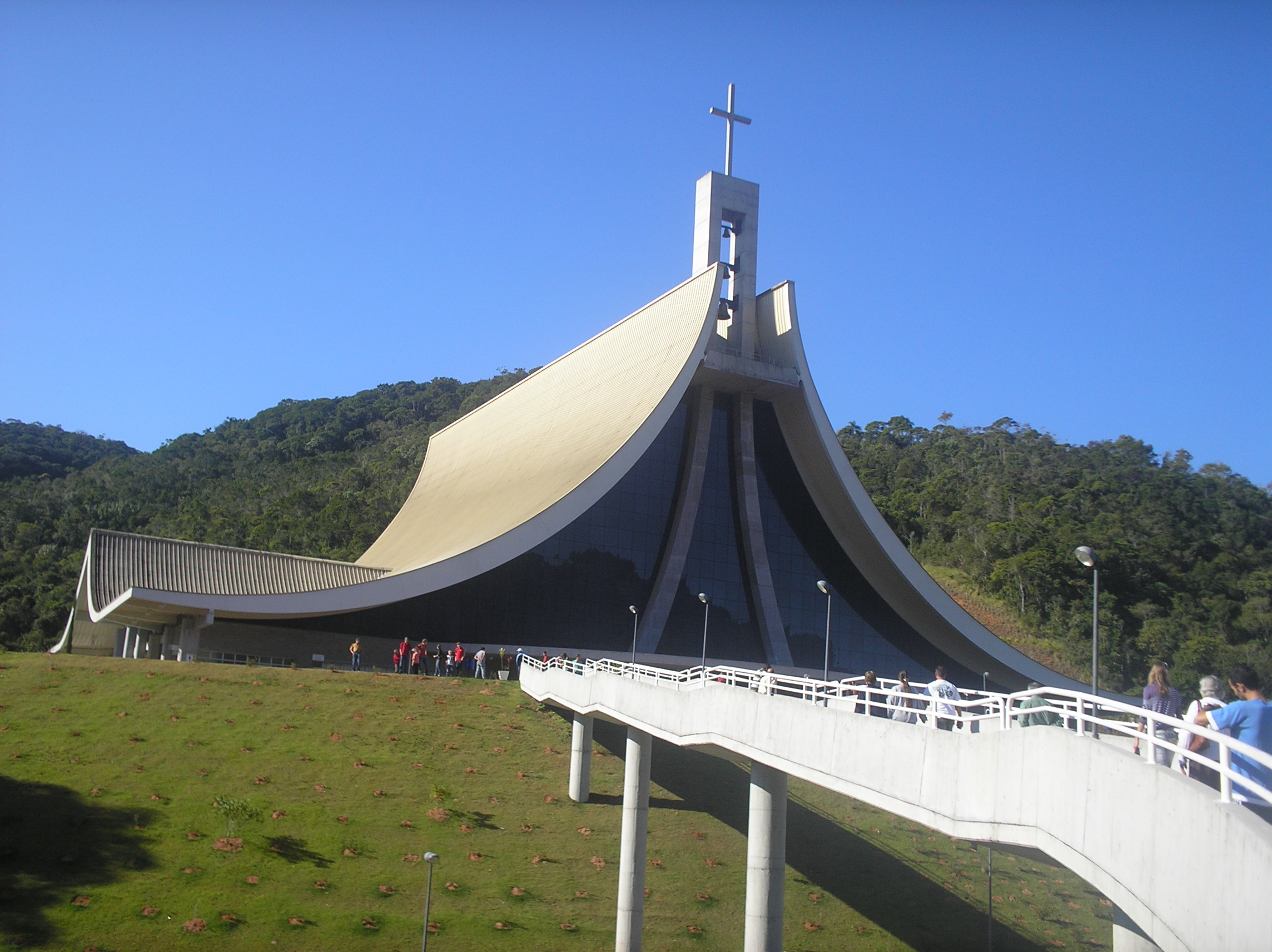
Santuário Madre Paulina, construído em homenagem à primeira santa do Brasil e localizado no município de Nova Trento.

De acordo com o censo demográfico de 2010, a população de Santa Catarina é formada por católicos apostólicos romanos (73,07%); protestantes ou evangélicos (20,4%). Espíritas (1,58%); testemunhas de Jeová (0,74%); mórmons (0,11%); c. a. brasileiros (0,17%). Budistas (0,05%); novos religiosos orientais (0,04%), dentre os quais os messiânicos (0,03%). Islâmicos (0,01%); ortodoxos (0,07%); umbandistas (0,14%). Judaístas (0,02%), espiritualistas (0,03%). Tradições esotéricas (0,17%); indígenas (0,03%); candomblezeiros (0,09%) e hinduístas (0,01%). Outros 3,27% não tinham religião, incluindo-se aí os ateus (0,29%) e agnósticos (0,6%). 0,29% seguiam outras religiosidades cristãs; 0,21% não tinham fé determinada. 0,04% não souberam, 0,04% outras religiões orientais e 0,03% não declararam.

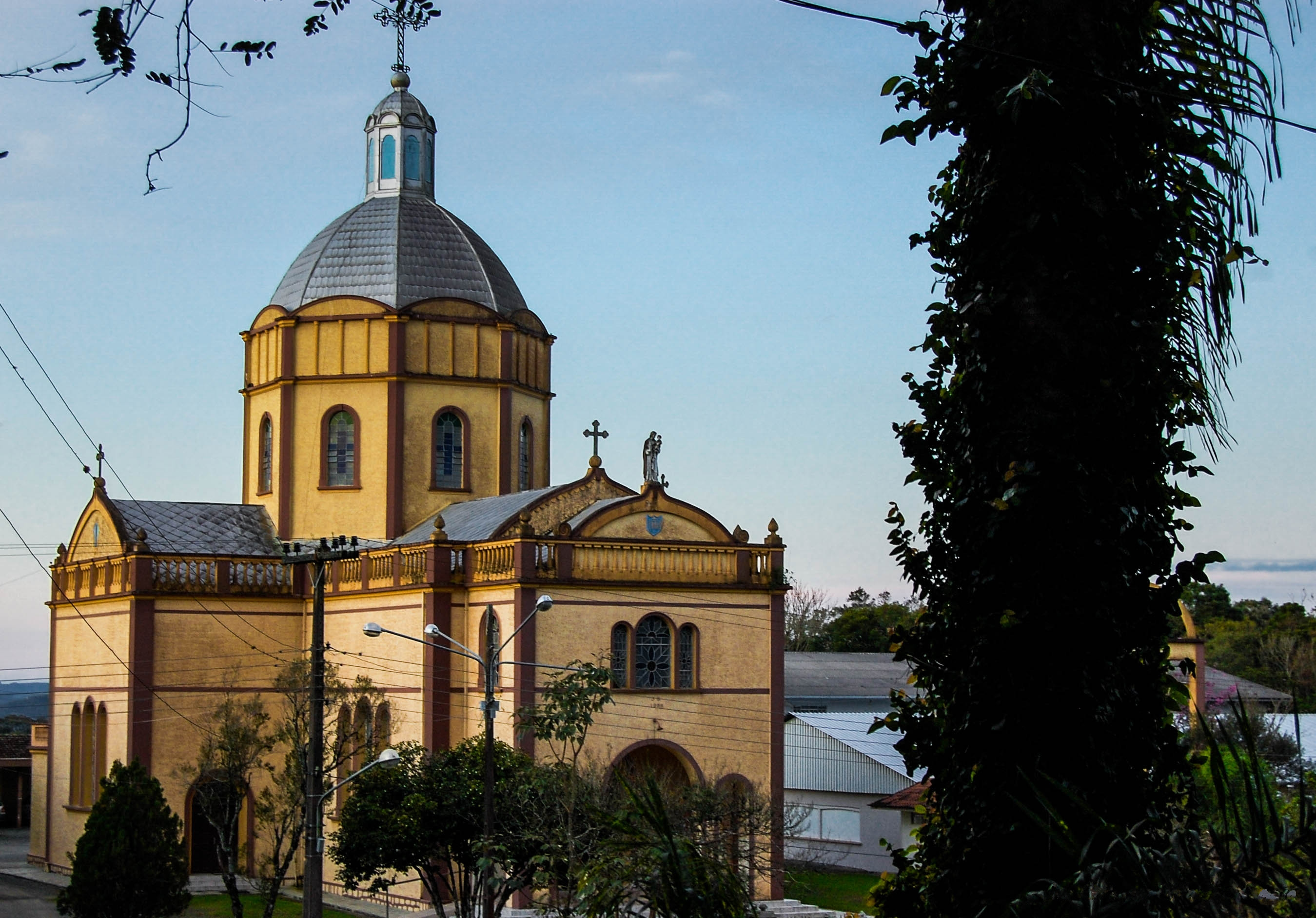
Igreja de rito bizantino-ucraniano da Sagrada Família, em Iracema, Itaiópolis.

Segundo a divisão da Igreja Católica no Brasil, Santa Catarina pertence à Regional Sul IV e seu território é dividido em três províncias eclesiásticas. Esta é formada pelas arquidioceses de Florianópolis, Joinville e Chapecó, e pelas sete dioceses sufragâneas de Blumenau, Caçador, Criciúma, Joaçaba, Lages, Rio do Sul e Tubarão.
Santa Catarina também possui os mais diversos credos protestantes ou reformados. São a Igreja Universal do Reino de Deus, a congregação cristã, a batista e a Assembleia de Deus as maiores denominações. Como mencionado, 20,4% da população catarinense se declararam evangélicos. Isso porque 10,98% pertenciam às igrejas de origem pentecostal, 4,20% às evangélicas não determinadas e 4,03% às de missão (4,87%).

### Composição étnica, migração e povos indígenas
A população de Santa Catarina é composta basicamente por caucasianos, mestiços, afro-brasileiros e povos indígenas. No Brasil colonial, os colonizadores espanhóis foram os primeiros a iniciar o povoamento no território catarinense. Santa Catarina foi povoada por portugueses e demais imigrantes europeus (italianos e alemães, principalmente).

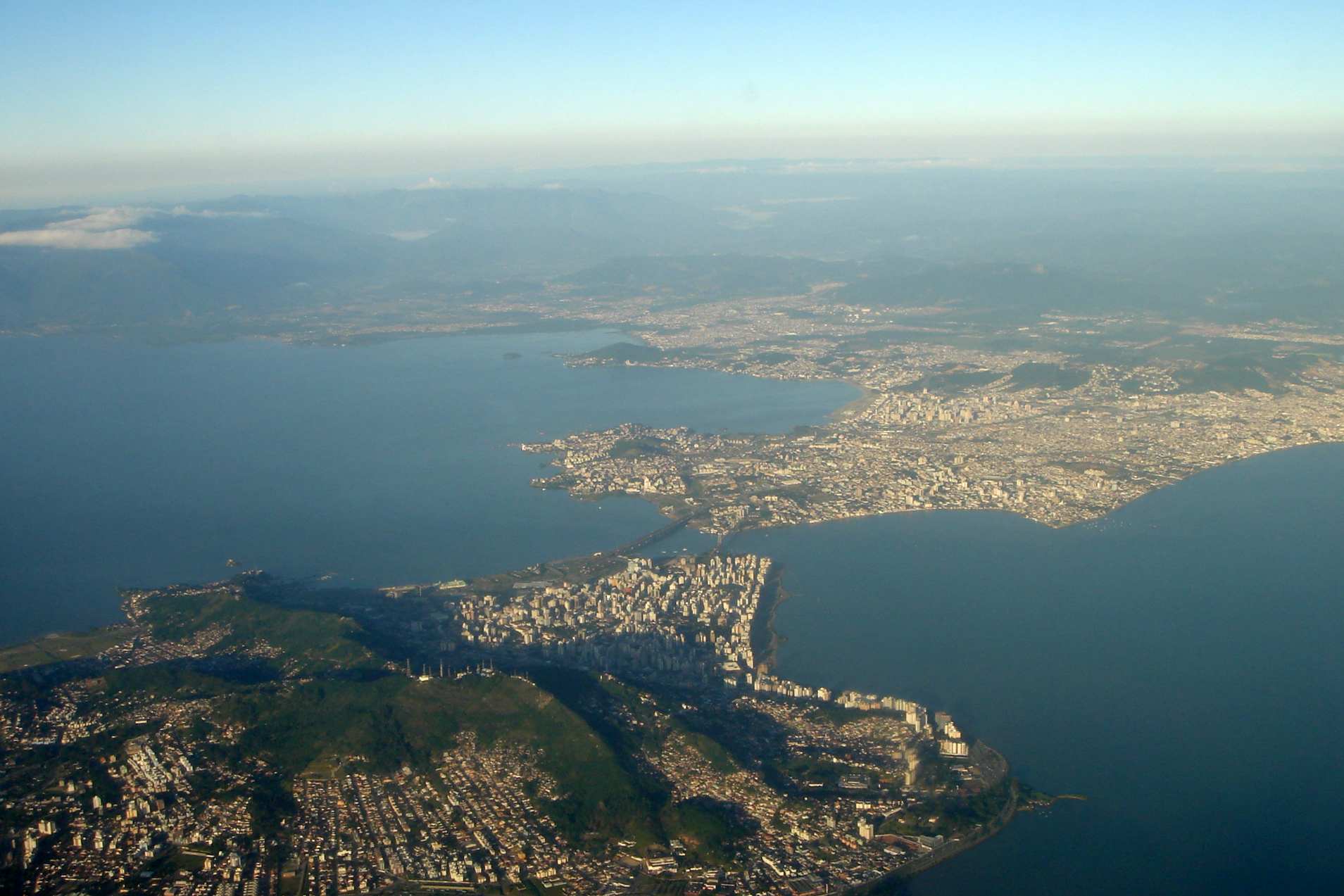
Vista aérea do centro de Florianópolis, fundada por vicentistas já em pleno século XVII.

Os paulistas (também conhecidos como vicentistas), juntos dos indígenas aculturados, iniciaram a colonização de São Francisco do Sul, Florianópolis e Laguna já no século XVII. Os portugueses, em sua maior parte, açorianos, vieram para Santa Catarina em 1748, para povoar e defender o Brasil meridional de inesperados ataques de espanhóis. Já, os castelhanos, que chegaram da Argentina, estavam dominando terras portuguesas no sul do Brasil. Foram criadas colônias açorianas em pontos de estratégia na costa catarinense, que depois acabaram se espalhando por outras regiões do Brasil meridional. Antes de 1753, entraram 6 492 açorianos no Brasil meridional. Isso equivale a um terço de toda a população de Santa Catarina dos últimos anos do século XVIII.
Um estudo genético foi feito em Costa da Lagoa e em São João do Rio Vermelho, duas comunidades afastadas catarinenses criadas por imigrantes açorianos. Esta pesquisa mostrou a permanência genética desta população perto da açoriana. Apesar disso, houve colaborações africanas e indígenas. A ascendência dessas comunidades é sempre europeia em sua maioria (80,6% a 93,50%). Mas não é restritamente açoriana, porque foi identificada significativa miscigenação africana (12,6% a 4,1%) e indígena (6,8% a 2,4%).

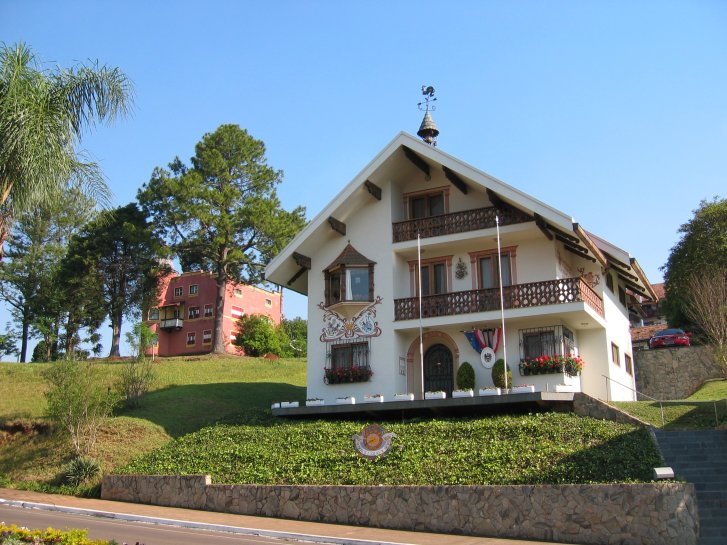
Consulado da Áustria em Treze Tílias. A forte imigração europeia deixou legados como a influência linguística.

A imigração alemã em Santa Catarina começou em 1828, durante a fundação da colônia de São Pedro de Alcântara pelos primeiros 523 alemães, vindos de Bremen. O imperador Dom Pedro I, que queria colonizar o sul do Brasil e estimular o desenvolvimento econômico da região, incentivou a chegada de alemães para o Brasil. Várias outras colônias alemãs foram fundadas no estado e foram se espalhando pelo interior. As mais prósperas foram as colônias de Blumenau, em 1850, e de Joinville em 1851. Ambas as colônias foram as que deram certo na colonização alemã no estado, porque foi por meio delas que os imigrantes alemães se espalharam. Os alemães mantiveram-se afastados durante decênios em suas colônias, mantendo pouco contato com o resto da população brasileira. Como resultado, os alemães, enfim, mantiveram seu idioma e hábitos intocados, sem adquirir várias influências vindas de fora. Esse afastamento fez com que surgisse em Santa Catarina uma forte origem germânica, percebida em diversas características da sua população. O estado catarinense tem atualmente a maior quantidade de descendentes de alemães no Brasil. Segundo uma fonte, mais de 40% da população catarinense é descendente de alemães. Outra fonte afirma que eles são 25% da população.
A imigração italiana foi a maior corrente imigratória já acolhida por Santa Catarina. Os italianos vieram ao estado em 1875, procedentes especialmente das regiões do Vêneto e da Lombardia. Dessa forma, como aconteceu com os alemães, foram fundadas mais de dez colônias de imigrantes italianos, sendo as mais desenvolvidas na região do vale do rio Tubarão. As mais antigas colônias de imigrantes italianos foram criadas na costa catarinense. As doenças tropicais e o clima um pouco mais quente atingiram os imigrantes, conduzindo as colônias ao fracasso. No começo do século XX, italianos, que vieram do Rio Grande do Sul, migraram para o oeste catarinense, e ali as colônias italianas se desenvolveram. Cerca de metade da população do estado é descendente de italianos.

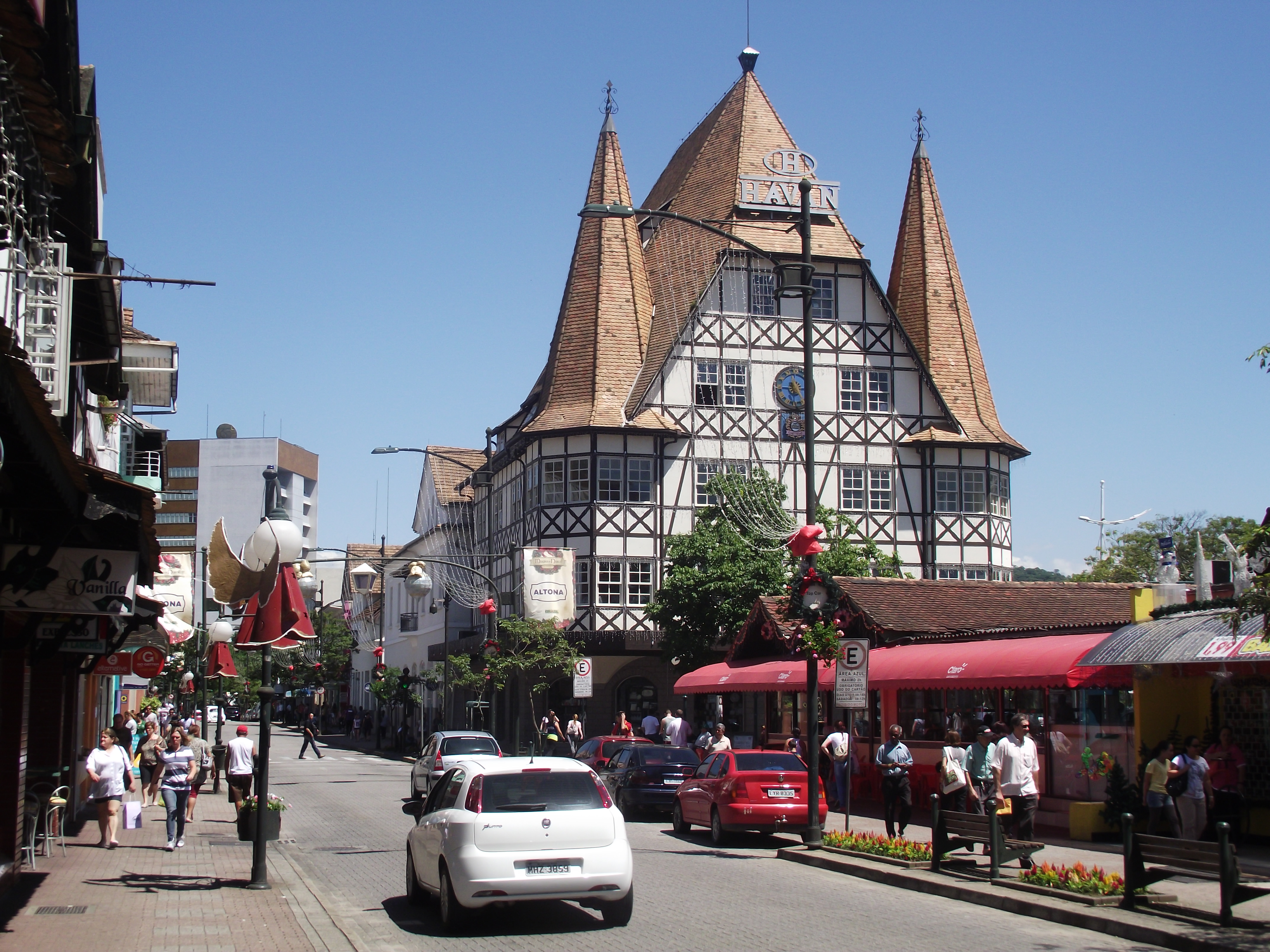
Vista do castelinho da Moellmann em Blumenau.

Em agosto de 1869, veio ao porto de Itajaí, desembarcando do navio "Vitória", o primeiro agrupamento de emigrantes poloneses da Alta Silésia. Este era formado pelas famílias de Francisco Polak, Nicolau Wos, Boaventura Polak, Tomás Szymanski, Simão Purkot, Filipe Kokot, Miguel Prudlo, Simão Otto. No total, havia 64 pessoas. Estabeleceram-se na colônia Brusque, na região de "Sixteen Lots". Mais de 5% da população catarinense são filhos, netos e bisnetos de poloneses (280 mil pessoas).
Os escravos africanos e seus filhos, netos e bisnetos também contribuíram para formar o povo catarinense. No ano de 1796, os escravos formavam 22% da população da ilha de Santa Catarina e os forros 1,8%. Em 1864, a capital possuía 21 136 habitantes, e os escravos ainda eram por volta de 18% da população. Ao passo disso, os "pardos e pretos" livres contavam 1381, 6,5% de todo o contingente.
Atualmente vivem no estado de Santa Catarina pouco mais de 16 mil indígenas, distribuídos em vinte e oito grupos, que ocupam área de 96 581,346 4 hectares de extensão. Um total de vinte e oito já se encontram demarcadas definitivamente pela Fundação Nacional do Índio (FUNAI), órgão do governo brasileiro responsável pela questão. Nelas se encontra a totalidade dos indígenas residentes no estado. Dessas, destaca-se a de maior área, a reserva indígena Xapecó, que abrange os municípios de Abelardo Luz, Ipauçu e Entre Rios.

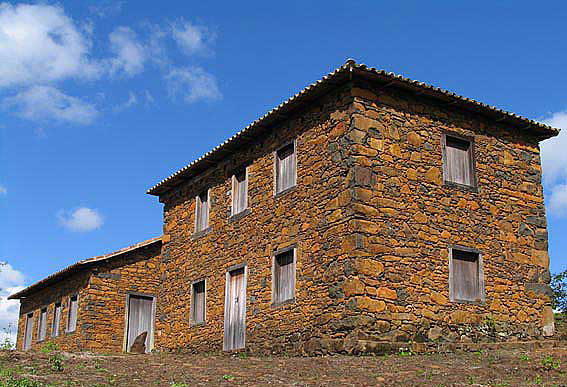
Casa de pedra italiana na cidade de Nova Veneza.

Conforme pesquisa de autodeclaração do censo de 2010, 83,85% dos catarinenses declararam-se brancos, 12,61% pardos, 2,86% pretos, 0,41% amarelos e 0,25% indígenas, além dos sem declaração (0,01%). 99,81% eram brasileiros (99,72% natos e 0,10% naturalizados) e 0,19% estrangeiros. Entre os brasileiros, 95,45% nasceram no Sul (82,11% no próprio estado) e 3,92% em outras regiões. Deste total, 2,37% nasceram no Sudeste, 0,95% no Nordeste (1,92%), 0,40% no Centro-Oeste e 0,21% no Norte. Muitas pessoas migram de outros estados brasileiros para Santa Catarina em busca de trabalho ou melhores condições de vida. Dentre os estados, o Rio Grande do Sul tinha o maior percentual de residentes (6,76%). Este é seguido por Paraná (6,58%) e São Paulo (1,59%).
Segundo uma pesquisa de 2013, a composição genética de Santa Catarina é a seguinte: 79,7% de sangue europeu, 11,4% africana e 8,9% indígena.

### Segurança pública e criminalidade

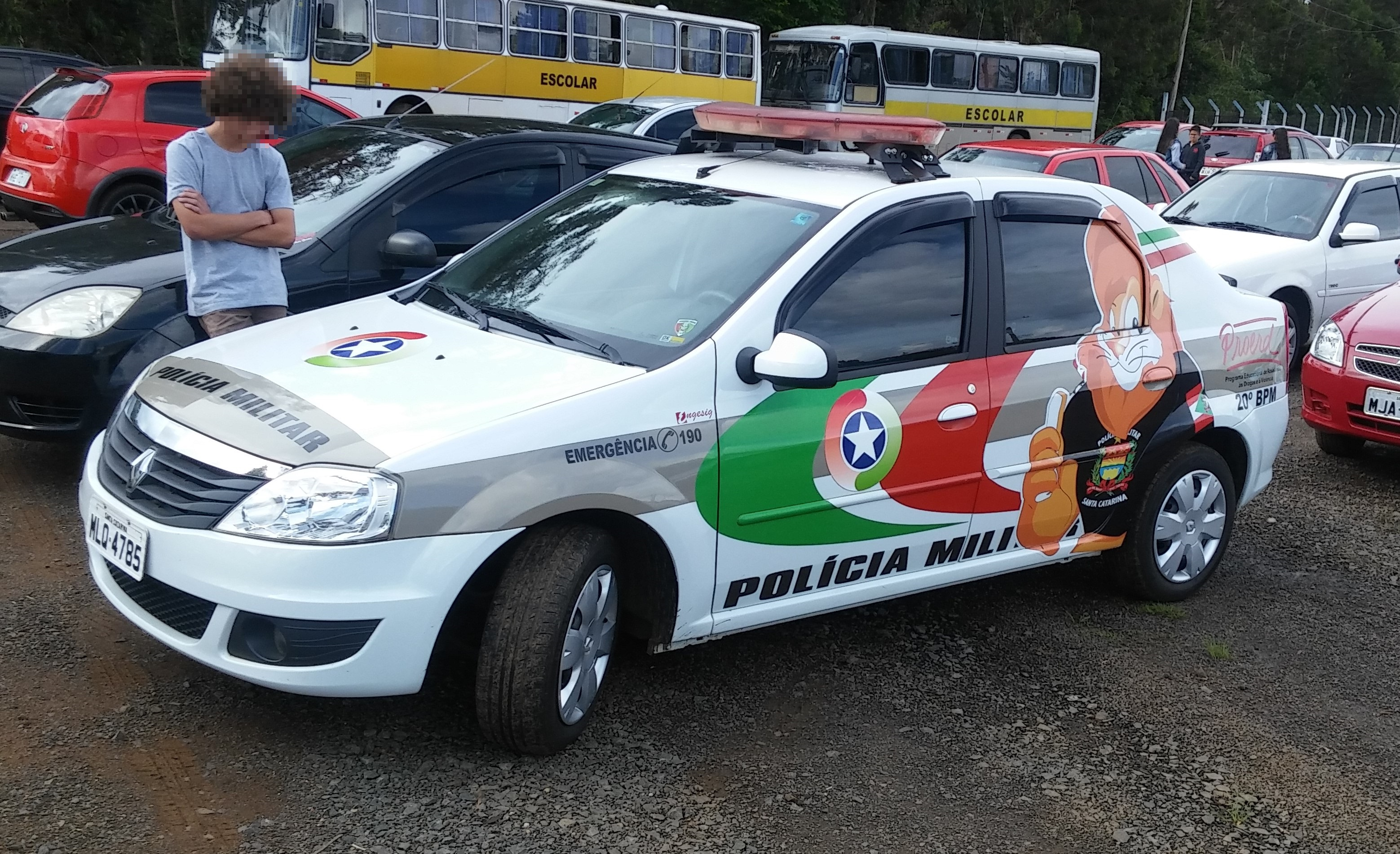
Viatura da Polícia Militar de Santa Catarina.

No Exército Brasileiro, Santa Catarina pertence ao Comando Militar do Sul (o qual possui um quartel-general em Porto Alegre) e, junto do Paraná, integra a 5.ª Região Militar e 5.ª Divisão de Exército, tendo sede na unidade federativa o 23.º Batalhão de Infantaria (Blumenau) e a 14.ª Brigada de Infantaria Motorizada; na Marinha do Brasil, Santa Catarina faz parte do 5.º Distrito Naval, sediado no Rio Grande, atuando no território estadual a Escola de Aprendizes-Marinheiros; na Força Aérea Brasileira, Santa Catarina conta com uma base aérea (Florianópolis).
Segundo a Constituição Federal de 1988 e a Estadual de 1989, os órgãos reguladores da segurança pública no estado são a Polícia Militar, o Corpo de Bombeiros, a Polícia Civil e a Polícia Científica de Santa Catarina.
De acordo com dados do "Mapa da Violência 2012", publicado pelo Instituto Sangari e pelo Ministério da Justiça, a taxa de homicídios por 100 mil habitantes, que era de  6,7 em 1980, subiu para 13,0 em 2009 (ficando abaixo da média nacional, que era de 27,0). Entre 2000 e 2010, o número de homicídios subiu de 423 para 805. Em geral, Santa Catarina desceu uma posição na classificação nacional das unidades federativas por taxa de homicídios, passando da vigésima-sexta em 2000 para a vigésima-sétima em 2010. Florianópolis e RM possuíam taxas três vezes maiores que a do estado (16,9), enquanto, no interior, o mesmo era duas vezes menor que a média estadual (9,6).

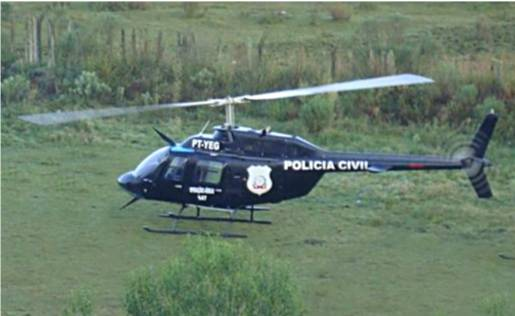
Helicóptero da Polícia Civil do Estado de Santa Catarina.

Em 2000, 25 municípios registravam uma taxa de homicídios de 7,2, número que caiu para 4,7 em 16 cidades em 2010. Considerando-se todos esses municípios, totalizam-se 108. Entre os municípios acima de 500 000, destaca-se apenas Joinville, que apresentou aumento relacionadamente equilibrado nos níveis de violência. Entre os municípios de 200 000 a 500 000 habitantes, se observa o maior aumento em Florianópolis, Blumenau e São José. Em segunda posição, no conjunto de 23 municípios abrangidos na faixa de 50 a 200 mil pessoas, destaca-se para os altos índices de violência. Estes aumentaram em Itajaí, Balneário Camboriú e Navegantes. Ao mesmo tempo, a região metropolitana da capital registrou um forte aumento de 108,0% nas taxas de homicídios. Enquanto o interior do estado havia registrado uma queda de 9,6%.
Conforme o "Mapa da Violência dos Municípios Brasileiros 2008", há seis cidades catarinenses que apresentavam as maiores taxas de homicídios por grupo de cem mil habitantes. Entre elas incluem: Santa Cecília (43,2), Lebon Régis (39,7), Abelardo Luz (34,1). Florianópolis (32,8), União do Oeste (31,2) e Planalto Alegre (31,1).

## Governo e política

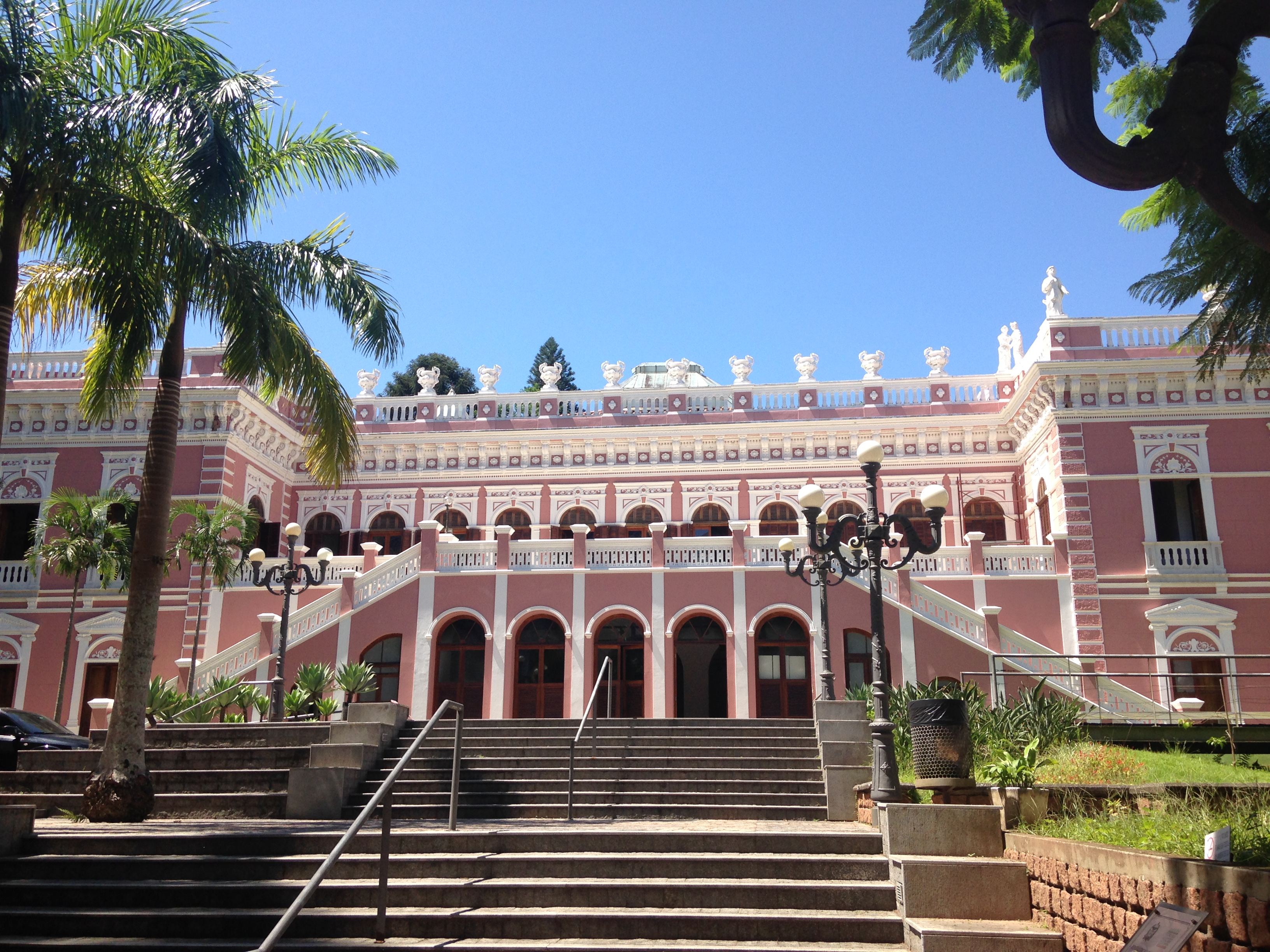
Palácio Cruz e Sousa, antiga sede do governo catarinense.

Santa Catarina, assim como uma república, é governada por três poderes. São eles: o executivo, representado pelo governador. O legislativo, pela Assembleia Legislativa. E o judiciário, pelo Tribunal de Justiça, outros tribunais e juízes. Também é permitida a participação popular nas decisões do governo por meio de referendos e plebiscitos. A atual constituição do estado foi promulgada em 1989, acrescida das alterações resultantes de posteriores emendas constitucionais. Constituem símbolos estaduais a bandeira, o brasão e o hino.
Desde 1823 a capital de Santa Catarina é Florianópolis, cuja denominação da cidade era Nossa Senhora do Desterro, em homenagem à sua santa padroeira. O nome foi alterado durante o término da Revolução Federalista, em 1894, e a população do município ainda contesta essa mudança. A denominação Florianópolis é uma homenagem ao então presidente Floriano Peixoto. Dessa denominação vem a alcunha Floripa, pela qual a cidade é conhecida.
O poder executivo catarinense está centralizado no governador do estado. Este é eleito em sufrágio universal e voto direto e secreto, pela população para mandatos de até quatro anos de duração. Pode ser reeleito para mais um mandato. Ele é o responsável pela nomeação dos secretários de estado, que auxiliam no governo. A sede do governo estadual é o Centro Administrativo, localizado no bairro florianopolitano de Saco Grande.

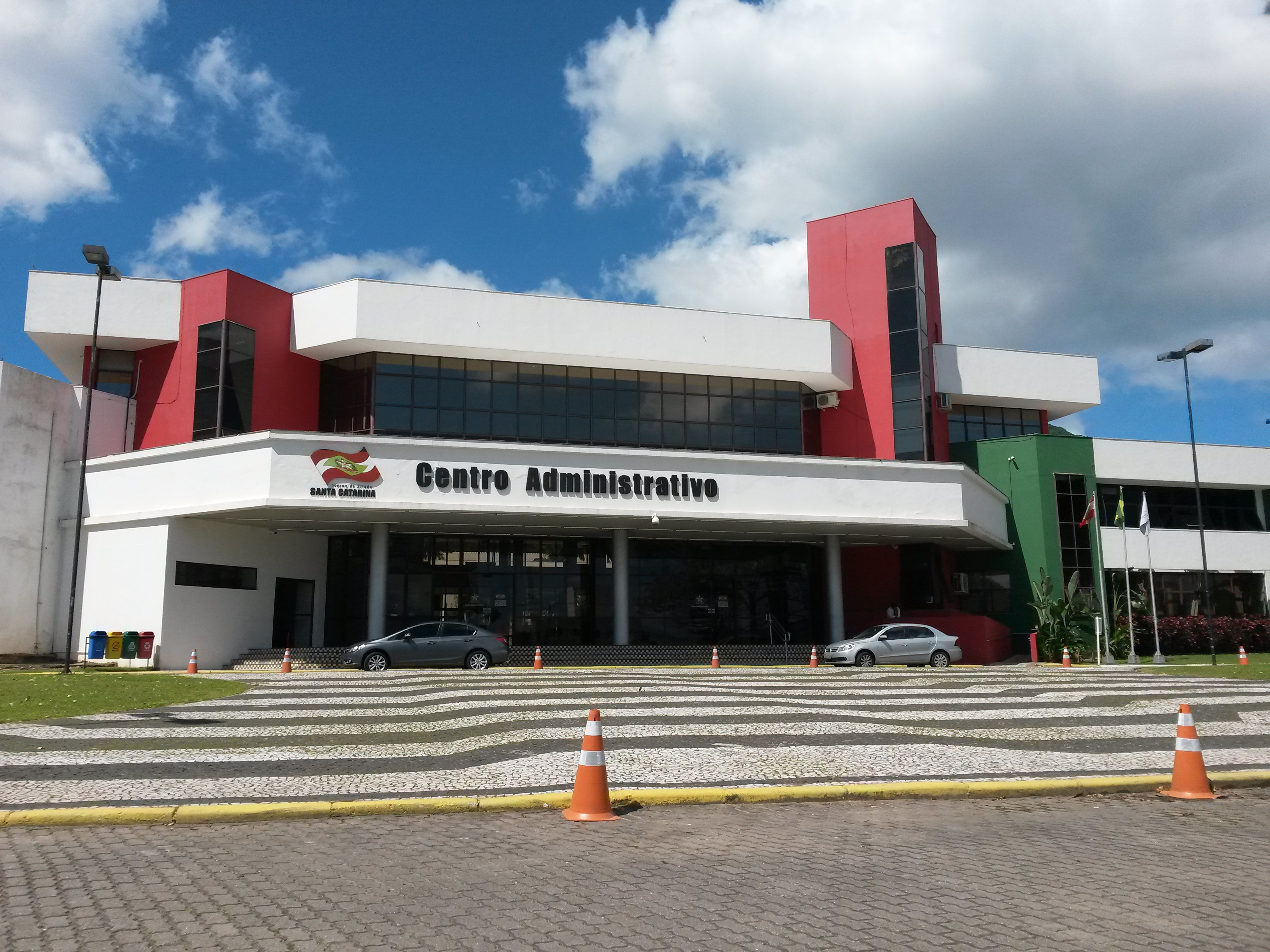
Centro Administrativo do Governo, a atual sede do governo estadual.

Antes do Centro Administrativo, foram também sedes do governo o Palácio Cruz e Sousa, que é atualmente a sede do Museu Histórico de Santa Catarina, e o Palácio Santa Catarina, que se tornou sede após o primeiro ter sido tombado e tornado coleção de objetos raros. Construída em 1952 e inaugurada em 1954, a residência oficial do governador do estado é a Casa d'Agronômica, no bairro florianopolitano de mesmo nome.
Desde o começo do período republicano, assumiu pela primeira vez o governo do estado o militar, engenheiro e diplomata Lauro Müller. Esteve no poder entre 2 de dezembro de 1889 e 24 de agosto de 1890. Depois da Revolução de 1930, Santa Catarina foi o estado onde ocorreu a primeira invasão pelas forças que levariam Getúlio Vargas ao poder. Entre 1930 e 1945, interventores federais governaram o estado. No decorrer destes quinze anos, houve um pequeno período, entre 1935 e 1937. Nessa época o Poder Executivo estadual foi dirigido por um governador eleito, Nereu Ramos, que o Estado Novo manteve como interventor em 1937.

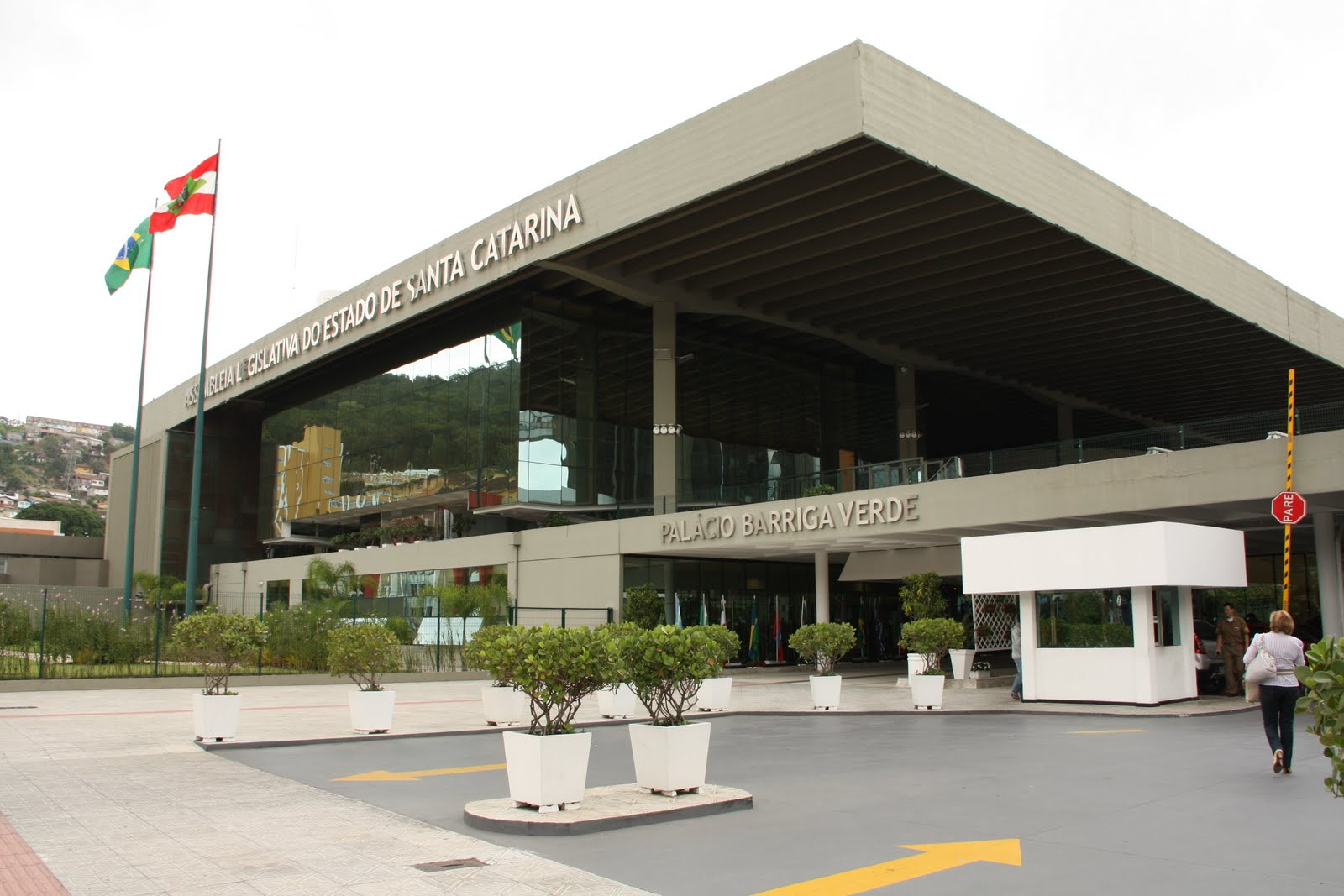
Palácio Barriga Verde, onde funciona a Assembleia Legislativa de Santa Catarina, sede do poder legislativo.

Foi apenas no ano de 1947 onde ocorreu a posse do primeiro governador eleito por sufrágio universal, Aderbal Ramos da Silva. Este se elegeu pela segunda vez para um mandato entre 1956 e 1961. Em 1966, assumiu o governador Ivo Silveira, que se elegeu. Após essa época, dois governadores foram eleitos pela Assembleia Legislativa: Colombo Sales e Antônio Carlos Konder Reis; e um por voto popular, Jorge Bornhausen. O atual chefe do executivo catarinense é Jorginho Mello, tendo como vice, Marilisa Boehm. O vice-governador substitui o governador caso este renuncie sua posição, seja afastado do poder ou precise afastar-se do cargo temporariamente.
O poder legislativo estadual é unicameral e exercido pela Assembleia Legislativa de Santa Catarina (Palácio Barriga Verde). Esta é formada por 40 deputados estaduais, eleitos de forma direta para mandatos quadrienais. Cabe à casa elaborar e votar leis fundamentais à administração e ao executivo, especialmente o orçamento estadual (conhecido como Lei de Diretrizes Orçamentárias). No Congresso Nacional, a representação catarinense é de três senadores e dezesseis deputados federais.
O poder judiciário tem a função de julgar, conforme leis criadas pelo legislativo e regras constitucionais brasileiras, sendo composto por desembargadores. Além disso, é formado pelos tribunais de júri, juizados especiais e juízes de direito, substitutos e de paz. A maior corte do Poder Judiciário catarinense é o Tribunal de Justiça de Santa Catarina, localizado no Centro Cívico Tancredo Neves. Representações deste poder estão espalhadas pelo território estadual por intermédio de unidades denominadas de comarcas. De acordo com o Tribunal Superior Eleitoral, Santa Catarina possuía, em novembro de 2016, 5 005 356 eleitores, representando 3,403% do eleitorado brasileiro, o décimo maior do país.

### Símbolos estaduais

Bandeira de Santa Catarina

A bandeira de Santa Catarina é um retângulo dividido em três faixas horizontais: a superior e a inferior, goles, e a central, de argento. Se vê no meio um losango de sinopla com o brasão de armas no centro. No dia 15 de agosto de 1895, Santa Catarina recebeu uma bandeira, cujo desenho é de autoria de José Artur Boiteux. Possuía treze listras horizontais de goles e argento em quantidade semelhante ao de comarcas do estado. No interior do losango de sinopla, estrelas de jalde simbolizavam os municípios.
O brasão de Santa Catarina é formado por uma estrela de cinco pontas de argento com uma águia de asas abertas. Esta segura com a pata direita, uma chave, com a esquerda, uma âncora, de jalde e cruzadas. No peito da águia, um pequeno escudo com a data histórica: 17 de novembro de 1889. Como timbre, um barrete frígio de goles enfiado por cima da ponta superior da estrela-escudo. Como suportes, dois colmos, um de trigo, à esquerda, e outro de café, à direita, unidos por uma faixa de goles com as pontas leves. Esta mostra a inscrição "Estado de Santa Catarina", em letras de argento. A estrela simboliza a integração dos municípios; a águia representa as forças produtivas. A chave, sua localização estratégica no sul do Brasil; a âncora, o oceano Atlântico, que banha Santa Catarina. A data, 17 de novembro de 1889, o dia em que foi adotada a república na antiga província, elevada à categoria de estado. Apresentando a lavoura da serra e a da costa, há dois ramos de trigo (à direita) e de café (à esquerda). Estes se encontram unidos por um listel onde está escrito: "Estado de Santa Catarina". Como timbre, o barrete frígio simboliza a república.
O Hino de Santa Catarina, sancionado pelo Decreto n.º 132, de 21 de abril de 1892 e pela Lei Estadual n.º 144, de 6 de setembro de 1895, teve sua letra escrita por Horácio Nunes Pires e sua melodia composta por José Brazilício de Souza.

## Subdivisões

Divisão das regiões intermediárias em vermelho e das imediatas em cinza no estado de Santa Catarina

Surgiu como unidade política em 1738 com três cidades. A vila mais antiga é a de São Francisco do Sul, fundada em 1658, e a última desse período foi Lages, criado em 1770. Com a Independência do Brasil as províncias foram organizadas em 1823 e nesse ano o território já estava dividido em quatro cidades. Do Império até a República passou de vinte para 295 cidades. Santa Catarina é o sexto estado com o maior número de municípios e a terceira da Região Sul, atrás do Paraná.
Os municípios são unidades constitutivas da União em patamar igual aos estados e são agrupados pelo IBGE em regiões geográficas intermediárias e imediatas. As regiões geográficas intermediárias congregam diversos municípios de uma área geográfica com similaridades econômicas e sociais. Não constitui uma entidade política ou administrativa. É utilizada apenas para fins estatísticos. Sete regiões geográficas intermediárias de Santa Catarina são: Florianópolis, Criciúma, Lages, Chapecó, Caçador, Joinville e Itajaí (ou Vale do Itajaí).
As regiões geográficas intermediárias se subdividem em regiões geográficas imediatas. Estas  constituem um agrupamento de municípios limítrofes. Têm a finalidade de integrar a organização, o planejamento e a execução de funções públicas de interesse comum. O estado é dividido em vinte e quatro regiões geográficas imediatas: Florianópolis, Criciúma, Tubarão. Araranguá, Lages, Curitibanos. Chapecó, Joaçaba-Herval d'Oeste, São Miguel do Oeste. Concórdia, Xanxerê, Maravilha. São Lourenço do Oeste, Caçador, Videira. Joinville, Mafra, São Bento do Sul-Rio Negrinho. Blumenau, Itajaí, Brusque, Rio do Sul. Ibirama-Presidente Getúlio e Ituporanga.
O governo do estado divide o território em regiões de gestão e planejamento, estabelecidas com o objetivo de centralizar as atividades das secretarias estaduais. Seus limites nem sempre coincidem com os das mesorregiões e microrregiões. As 35 regiões administrativas do estado são: Araranguá, Blumenau, Braço do Norte. Brusque, Caçador, Campos Novos. Canoinhas, Chapecó, Concórdia. Criciúma, Curitibanos, Dionísio Cerqueira. Ibirama, Itajaí, Itapiranga. Ituporanga, Jaraguá do Sul, Joaçaba. Joinville, Lages, Laguna. Mafra, Maravilha, Palmitos. Quilombo, Rio do Sul, São Joaquim. São Lourenço do Oeste, São Miguel do Oeste. Seara, Taió, Timbó. Tubarão, Videira e Xanxerê.
Em extensão territorial, os maiores municípios catarinenses são: Lages (2.644,313 km²); São Joaquim (1.884,640 km²); Campos Novos (1.679,848 km²); Bom Retiro (1.407,064 km²); Painel (1.164,292 km²); São José do Cerrito (1.124,066 km²); Ouro (1.099,015 km²); Anita Garibaldi (954,483 km²); Abdon Batista (941,799 km²).

## Economia

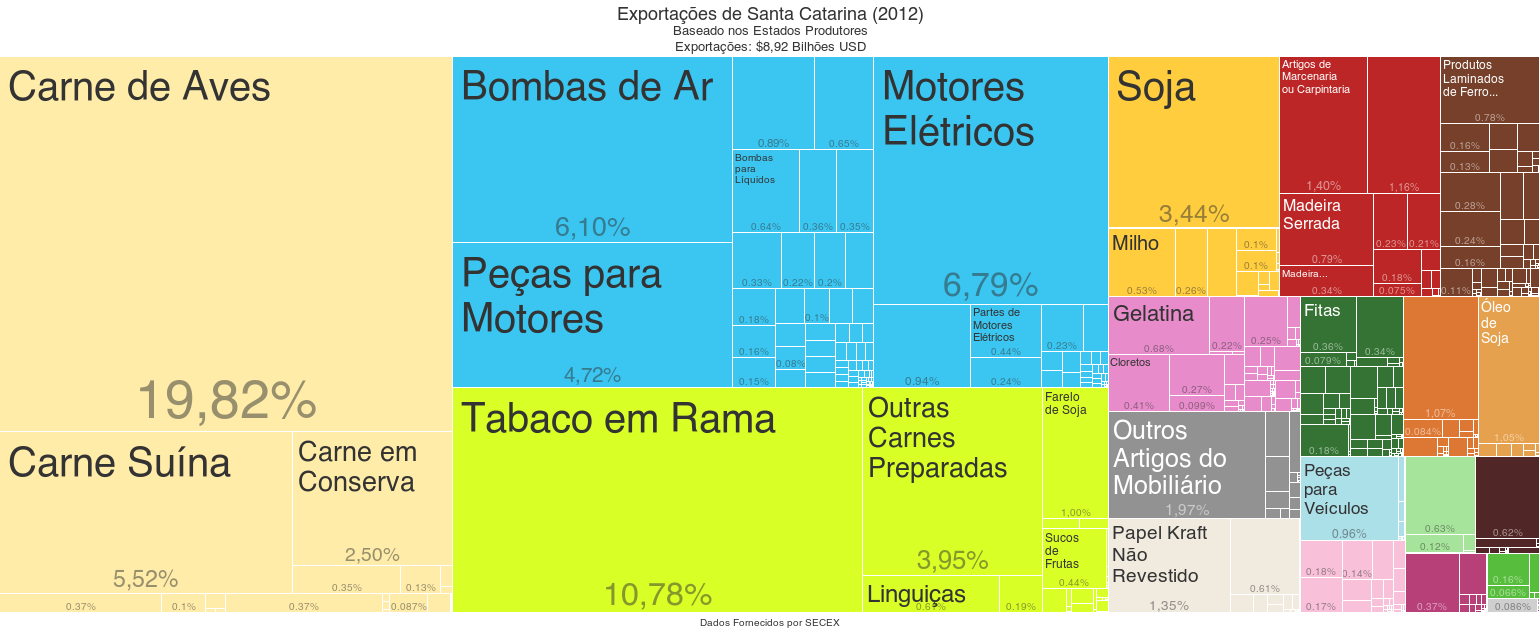
Exportações de Santa Catarina — (2012).

Sua economia está alicerçada nos setores industrial (agroindustrial, têxtil, cerâmica, de máquinas e equipamentos), extrativista (mineral) e pecuarista. Santa Catarina constitui o principal exportador de frango e carne suína do Brasil e sede da Brasil Foods (Itajaí), a mais importante companhia alimentícia brasileira. Dentre as indústrias, é sede de um dos mais importantes produtores de motores elétricos no mundo, a WEG, em Jaraguá do Sul. Esta é um dos principais fabricantes de compressores. Outras empresas incluem a Embraco e também a mais importante fundição latino-americana, a Tupy, ambas em Joinville. São muito expressivos os centros fabris de eletrodomésticos (e metalmecânica, em geral) na norte do estado, com grandes marcas brasileiras, como Consul e Brastemp (duas joinvilenses).
Santa Catarina possui a sexta maior economia brasileira, com um Produto Interno Bruto de 466 274 bilhões de reais em 2022, valor correspondente a 4,6% do PIB nacional.
O estado também tem uma intensa participação no Comércio Exterior, sobretudo nas importações. Em 2022, foi o segundo estado mais importador do Brasil (aproximadamente 29 bilhões de dólares), atrás apenas de São Paulo, e o décimo nas exportações (aproximadamente 12 bilhões de dólares). Desde meados de 2009, Santa Catarina importa mais do que exporta. No período de 12 meses encerrados em maio de 2023, a balança comercial catarinense apresentou foi deficitária em 17,4 bilhões de reais.

### Setor primário

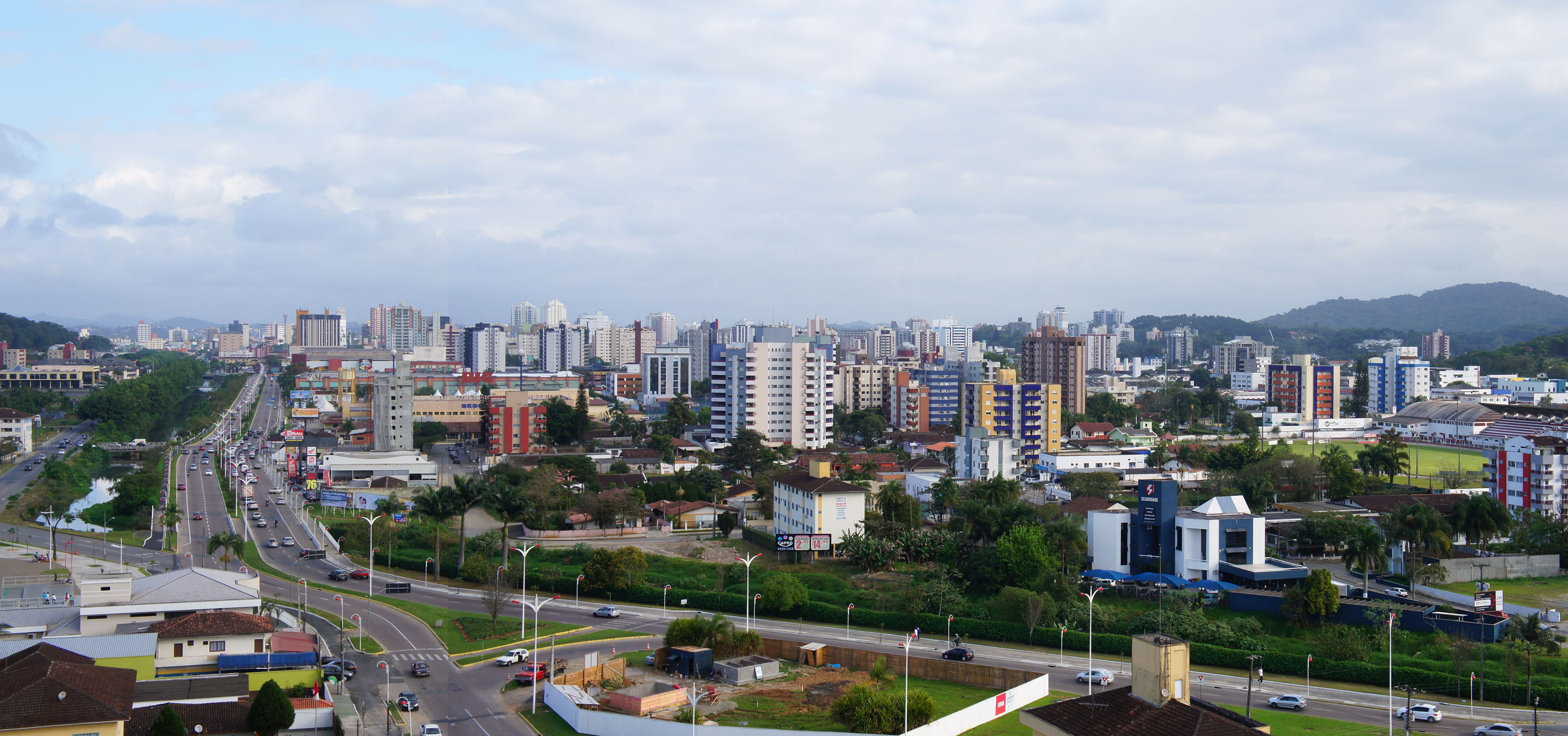
Joinville, o município catarinense mais populoso

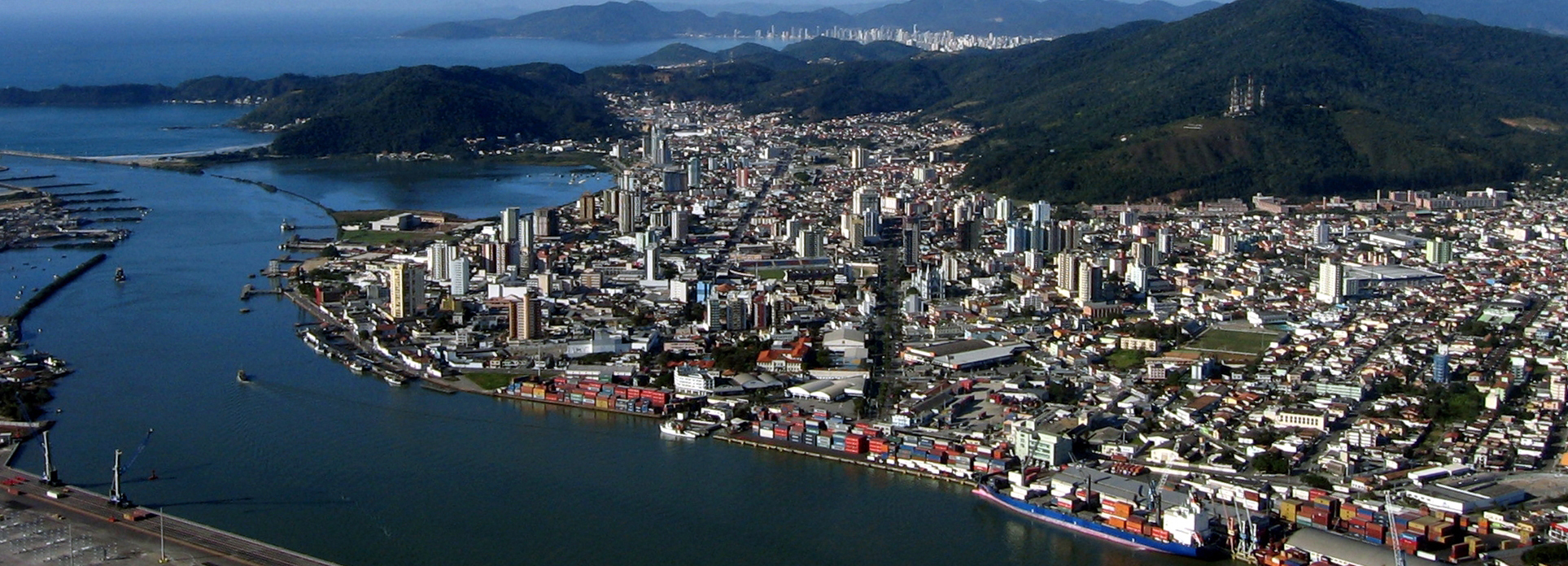
Porto de Itajaí, um dos principais do país.

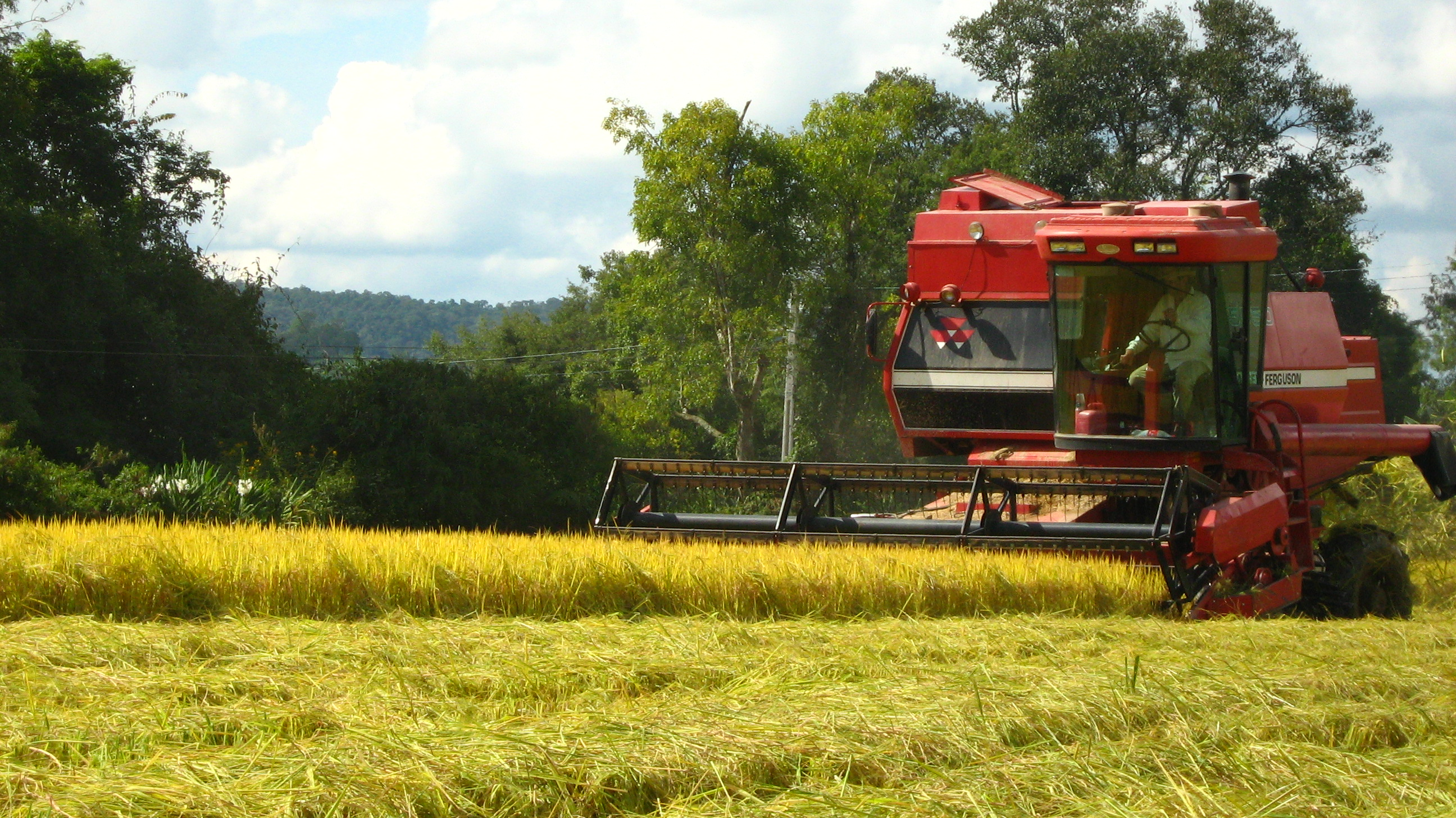
Colheita de arroz, Rio do Sul.

O setor primário é o maior e mais relevante da economia catarinense ao nível nacional. Em 2013, a agropecuária representava somente 5,0% do valor total adicionado à de todo o Brasil.
O mais importante produto agrícola de Santa Catarina é o milho, plantado no planalto basáltico, onde oferece ração para a suinocultura. Depois vêm a soja, o fumo, a mandioca. O feijão, o arroz (plantado com irrigação nas várzeas da planície litorânea e do vale do rio Itajaí). A banana e a batata-inglesa. O estado é ainda grande produtor de cana-de-açúcar, alho, cebola, tomate, trigo, maçã, uva, aveia e cevada.
A pecuária bovina se pratica especialmente em campo natural, de modo extensivo, e nas regiões de florestas, em pequena quantidade, com os animais sujeitos à semi-estabulação. Nessas áreas onde a agricultura constitui a fonte de renda majoritária, a produção se dirige para os porcos, principalmente no planalto basáltico. Nessa região, onde a milhocultura garante ração apropriada aos animais, a criação de porcos teve grande desenvolvimento no estado. Isso em consequência da evolução dos abatedouros baseados no processamento de carne suína, como a Perdigão, a Sadia, a Aurora e a Seara. Todas elas têm sede no estado. Grande crescimento ocorreu também na avicultura, com a chegada do frango Chester no mercado brasileiro na década de 1980. Em 2012, Santa Catarina foi também o segundo maior criador brasileiro de coelhos. Tem um efetivo de 37 501 rebanhos, somente atrás do Rio Grande do Sul e à frente do Paraná.
Santa Catarina é um dos mais importantes produtores de pescado do país. A pesca, especialmente a praticada em modelos pré-industriais, exerce fundamental função no quadro econômico estadual. A fonte de renda, que remonta à procedência açoriana da população, é praticada sobretudo em Florianópolis, Navegantes e Itajaí.
As riquezas minerais e vegetais contribuem de maneira decisiva para o desenvolvimento da produção no estado. Dentre as primeiras sobressaem as reservas florestais, constituídas sobretudo pelos pinheirais, apesar de sua grande extração. E os ervais, que permitem ao estado continuar como importante produtor da erva-mate. O estado de Santa Catarina é um dos grandes produtores de papel e celulose do país.
Na extração mineral, as ocorrências de carvão, sobretudo nas regiões da baixada litorânea (Urussanga, Criciúma, Lauro Müller e Tubarão), são agentes fundamentais no progresso econômico da região. Os carvões de Santa Catarina são os mais uniformes do país, embora tenham defeitos. São abundantes em piritas, têm altas quantidades de cinza, etc.
Os requisitos de extração do carvão mineral têm melhorado sensivelmente, sob a ótica técnica e dos equipamentos utilizados. Santa Catarina tem também as mais extensas reservas brasileiras de fluorita e sílex (em produção). Outros recursos minerais existentes constituem os sedimentos calcários de Brusque, de mármore, de galena argentífera e de minério de manganês, nem todos, no entanto, extraídos economicamente.

### Setor secundário

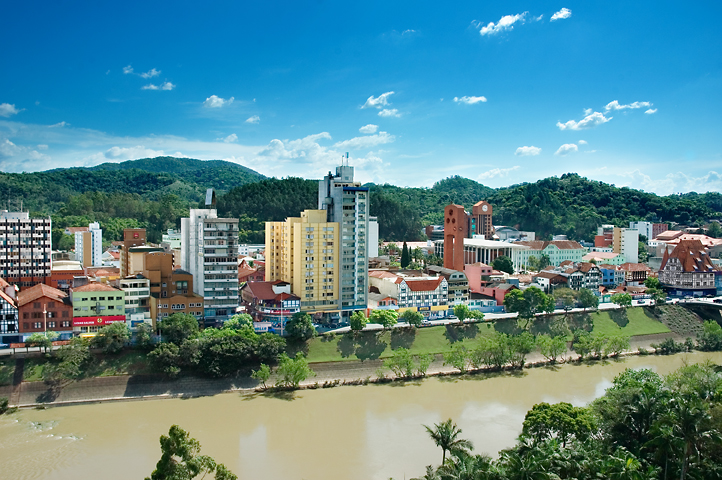
Vista de Blumenau, um dos principais polos industriais do estado.

Santa Catarina tinha em 2018 um PIB industrial de R$ 66,3 bilhões, equivalente a 5% da indústria nacional. Emprega 804.796 trabalhadores na indústria. Os principais setores industriais são: Construção (17,9%), Alimentos (14,5%), Serviços Industriais de Utilidade Pública, como Energia Elétrica e Água (7,5%), Vestuário (7,4%) e Máquinas e materiais elétricos (5,8%). Estes 5 setores concentram 53,1% da indústria do estado.
O setor secundário é segundo mais relevante da economia catarinense ao nível nacional. Em 2013, a participação da indústria representava 4,9% do valor total adicionado à de todo o Brasil.
Os mais importantes centros fabris de Santa Catarina são Joinville e Blumenau. O primeiro possui personalidade variada, com indústrias têxteis, de alimentos, fundições e fábricas de automóveis. Blumenau centraliza sua atividade na indústria têxtil, na metalmecânica e na de "softwares". Além disso, as cervejarias artesanais expandiram-se recentemente. No interior do estado, aparecem inúmeros centros industriais menores, associados tanto à indústria madeireira como para o beneficiamento de produtos agropecuários.
O nordeste do estado (entre Joinville e Jaraguá do Sul) merece destaque na fabricação de motocompressores, autopeças, refrigeradores, motores e componentes elétricos, máquinas industriais, tubos e conexões. No sul do estado (inclusive os municípios de Imbituba, Tubarão, Criciúma, Içara e Urussanga), por seu turno, estão concentradas as maiores fábricas de cerâmica de revestimento do Brasil. O estado de Santa Catarina ainda é o maior produtor brasileiro de louças e cristais.

### Setor terciário

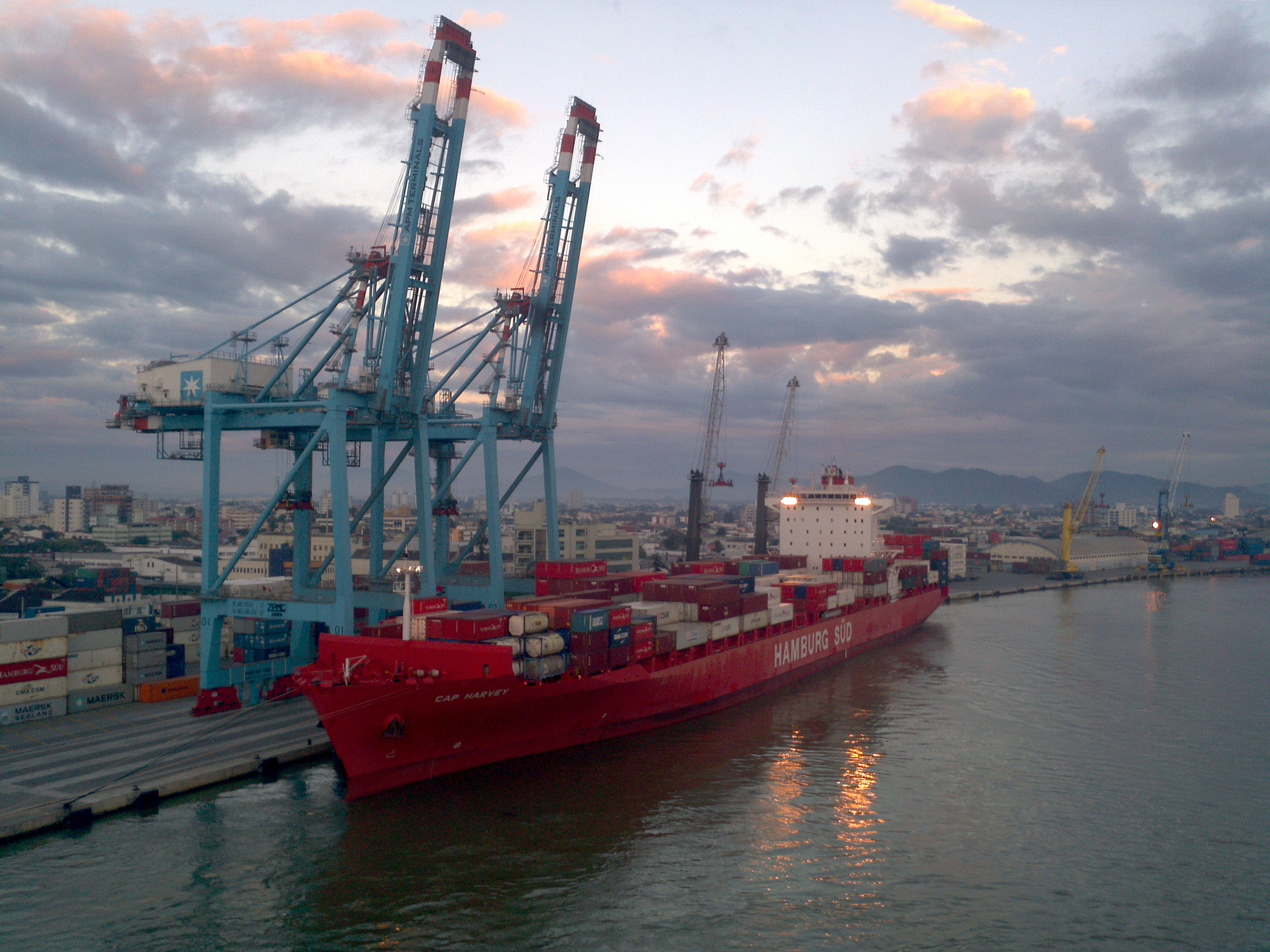
Vista de um dos terminais do movimentado porto de Itajaí.

O setor terciário é o menos relevante para a economia catarinense ao nível nacional. Em 2013, a participação dos serviços representava somente 3,6% do valor total adicionado à de todo o Brasil.
Segundo a Pesquisa Anual de Serviços (PAS) realizada pelo IBGE em 2013, existiam no estado 76 095 empresas, das quais 308 113 eram locais.
Em 2013, trabalharam para todas essas empresas, 560 945 trabalhadores, que totalizavam ao todo uma receita bruta de R$ 55 944 815. Juntos com salários e outras remunerações somavam um total de 10 776 363.
Em Santa Catarina, existiam, em 2015, 592 agências (instituições financeiras), que renderam R$ 71 121 160 249 mil em operações a crédito. 108 094 736 mil em depósitos à vista do governo. 5 215 932 191 mil em privados. 37 528 225 778 mil em poupança. 26 668 289 042 mil a prazo e 16 924 967 mil em obrigações por recebimento.

#### Turismo
O estado de Santa Catarina comporta um território repleto de contrastes: as serras contrastam com a costa de lindas praias, baías, enseadas e mais de dez ilhas. Na arquitetura, diversos municípios preservam as edificações típicas à época da colonização. Ao passo disso, a capital, Florianópolis, é uma cidade de prédios inovadores e requintados, caracterizada pela grande participação dos jovens, dos esportes náuticos e dos campeonatos de surfe. Entre os balneários destacam-se Bombinhas, a qual é tida como a capital brasileira do mergulho, e Balneário Camboriú, uma das praias mais famosas.
Atualmente, visitar o estado de Santa Catarina é uma possibilidade de entender uma característica mistura de nacionalidades. Isto se revela não somente na cultura, porém, da mesma forma no patrimônio histórico. Além disso, há no estado outras grandes atrações, como as elevadas médias térmicas do verão. Estas movimentam numerosos turistas para suas belas praias, distribuídas por destinos como Balneário Camboriú, Bombinhas, Itapema, Garopaba, Joaquina, Praia Mole e da Vila em Imbituba. Neste lugar ocorre etapa do principal campeonato de surfe do mundo, o WCT. E o excessivo frio do inverno da Serra Catarinense com intensas geadas — ocasionalmente seguido pela neve —, assegurando confortáveis e apaixonados roteiros. Tanto no inverno como verão, há muitas escolhas de passeios para o ano todo.
No Vale do Itajaí — sobressaindo Penha, onde existe o Beto Carrero World, e Blumenau — estão concentrados destinos onde o bom é o turismo de negócios. Limitando-se com Blumenau está Gaspar. A cidade é conhecida pela Igreja Matriz e pela Rota das Águas. Esta contém mais de nove parques aquáticos, o mais conhecido deles é o Cascaneia. Já no município de Timbó, o destaque está para os bons locais para a realização de esportes radicais como o rafting, canyoning e práticas verticais. No município de Fraiburgo, subordinada à Rota da Amizade, o destaque fica por conta do plantio da maçã. Podem ser conhecidas as várias fases deste cultivo, como a floração da Malus domestica, o plantio dos frutos. Além disso, conta com a estrutura presente na Terra da Maçã para o acolhimento dos visitantes.

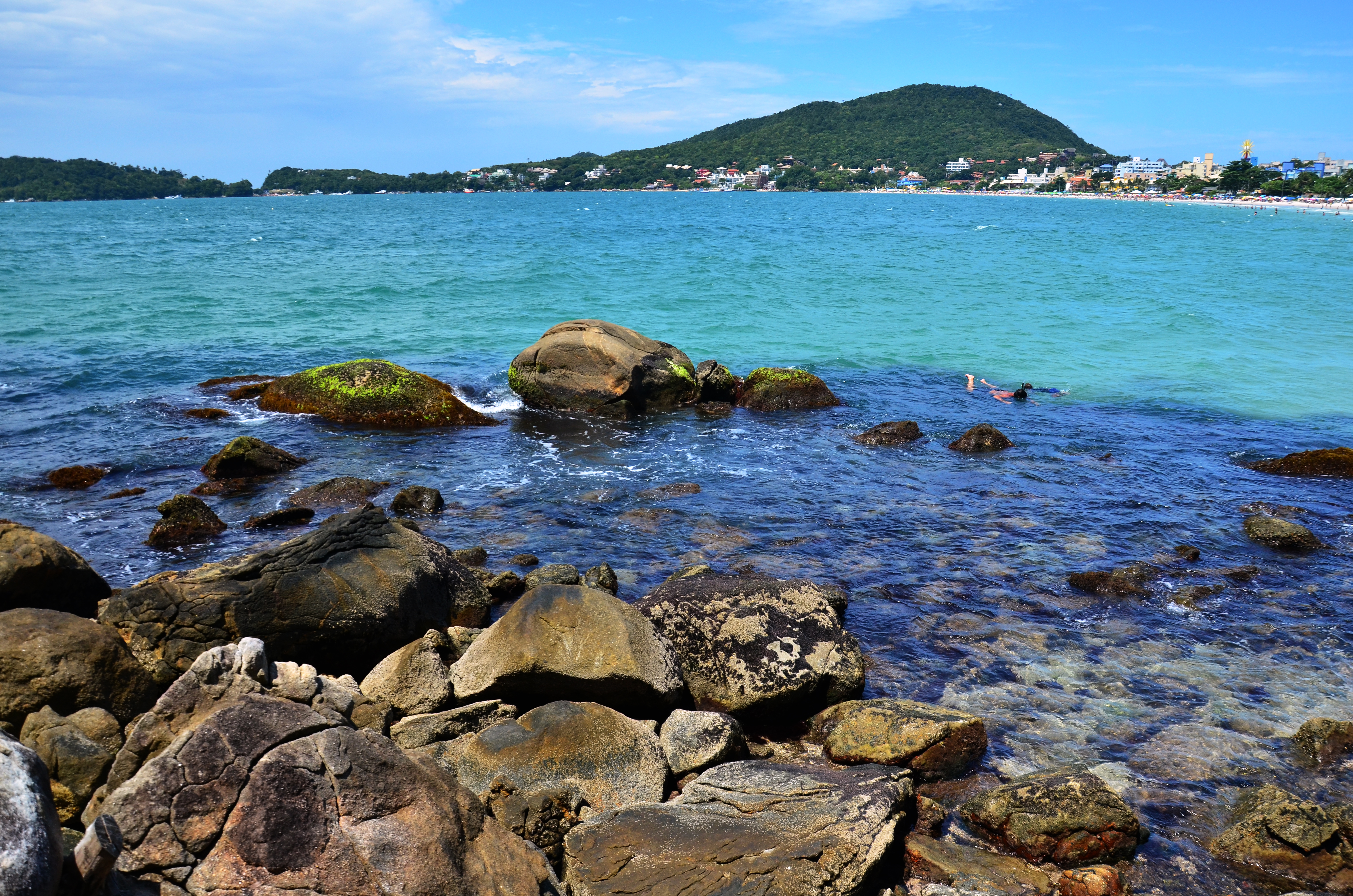
Praia em Bombinhas.

Chamado de "um pedaço da Europa encravado no Sul do país", o estado de Santa Catarina possui um dos mais altos índices de desenvolvimento econômico do Brasil. Este progresso está apoiado em uma produção industrial bem variada. Um importante ponto turístico constitui o Farol de Santa Marta, o maior das Américas e o terceiro maior do mundo.
Tem crescido constantemente a movimentação turística para o estado, vinda principalmente de São Paulo e dos países do Prata. O mais importante fator de atração dos turistas constituem as lindas praias da ilha de Santa Catarina, assim como os balneários de Laguna, Camboriú, Porto Belo e Itajaí.
Também é foco de movimentação a zona de colonização alemã, com centro em Blumenau, porém, alcançando, nos arredores, Pomerode e Timbó e compreendendo, mais para o norte, Joinville. Os municípios da região incentivam a edificação das antigas casas de enxaimel (caibros atravessados de maneira a segurar o barro, que compõe as paredes).

## Infraestrutura

### Saúde

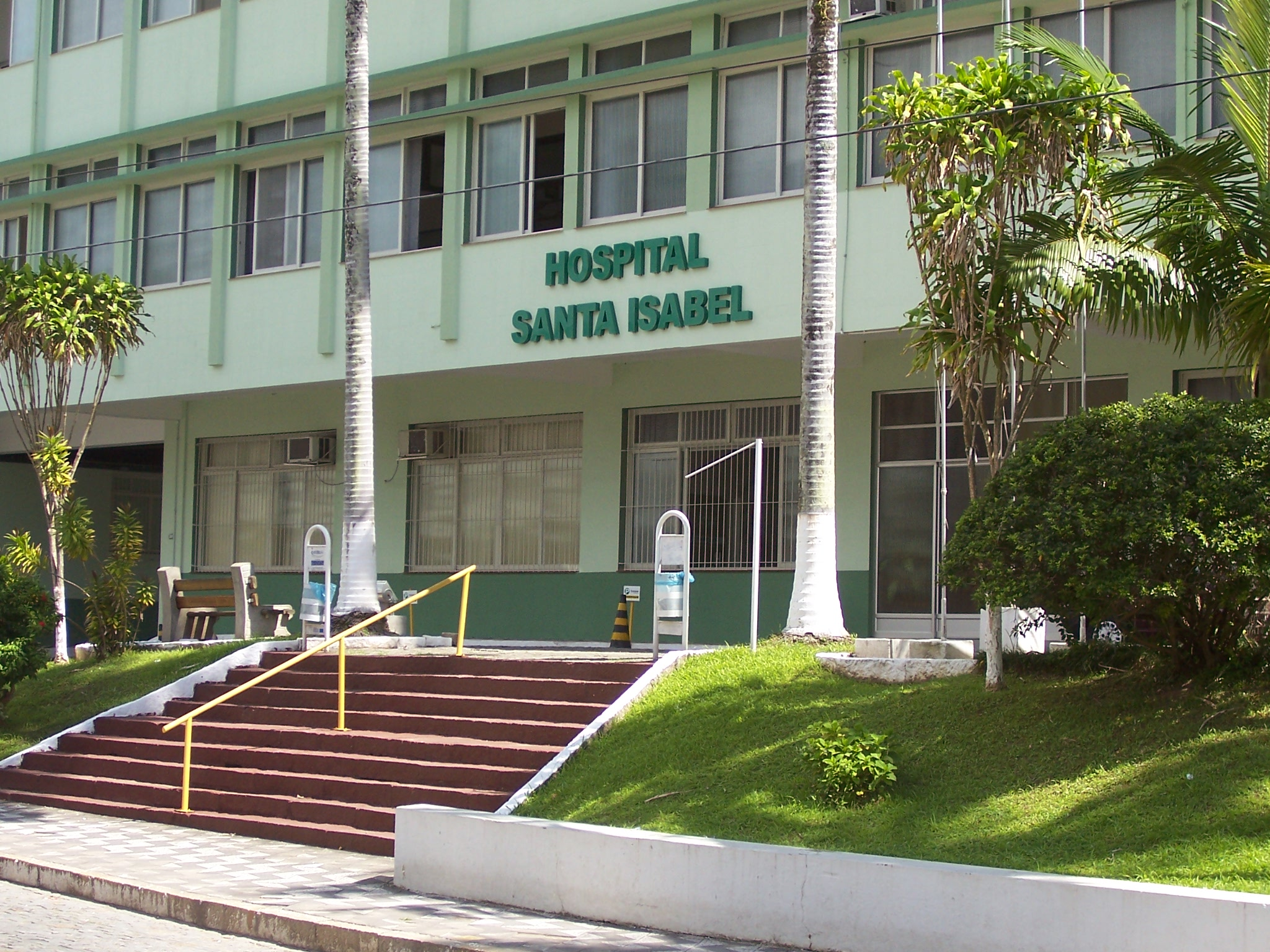
Fachada do Hospital Santa Isabel, em Blumenau

São tidas como boas as condições de saúde do estado, muito embora ainda não tenha sido possível erradicar algumas endemias rurais. Em 2009, a estrutura dos hospitais abrangia uma rede de 4 470 estabelecimentos, os quais contavam com 15 557 leitos. Estes eram atendidos, em 2010, por 33 788 médicos, 4 420 enfermeiros e 6 824 auxiliares de enfermagem. São quatro os órgãos federais que realizaram atividades no estado. Departamento Nacional de Endemias Rurais (educação sanitária, atividades de saneamento básico, campanhas de vacinação contra a ancilostomose, doença de Chagas, febre amarela, filariose, malária e tracoma). Serviço Nacional de Doenças Mentais. Serviço Nacional da Lepra e Serviço Nacional de Tuberculose. Em 2005, 79,1% da população catarinense possuíam acesso à rede de água, ao passo que 82,6% eram beneficiados pela de esgoto sanitário.
De acordo com uma pesquisa realizada pelo IBGE em 2008, 76,6% da população catarinense avaliavam sua saúde como boa ou muito boa. 67,4% realizavam consulta médica periodicamente. 48,0% dos habitantes consultavam o dentista regularmente e 6,9% estiveram internados em leito hospitalar nos doze meses anteriores. 35,2% dos habitantes declararam ter alguma doença crônica e apenas 28,5% tinham plano de saúde. Outro dado significante é o fato de 71,9% dos habitantes declararem necessitar sempre do Programa Unidade de Saúde da Família — PUSF.
Na questão da saúde feminina, 42,5% das mulheres com mais de 40 anos fizeram exame clínico das mamas nos doze meses anteriores. 51,9% das pessoas do sexo feminino entre 50 e 69 anos, mamografia nos dois anos anteriores. 83,4% das mulheres entre 25 e 59 anos, preventivo para câncer do colo do útero nos três anos anteriores.
Em 2021, as principais causas de mortes em Santa Catarina foram infecção por coronavírus (14 600 óbitos), infarto do miocárdio (2 707), diabetes (2 259), câncer dos brônquios ou pulmões (1 419) e acidente vascular cerebral (1 207).

### Educação
Em 2015, foram registradas matrículas de 837 814 discentes, nas 3 250 instituições educacionais de ensino fundamental em Santa Catarina. Destas, 954 eram do estado, 1 912 do município, 383 da iniciativa privada e uma da União. No que diz respeito ao corpo docente, era igualmente formado por de 48 904 professores, Destes, 18 433 ensinavam em instituições de ensino do estado. 69 lecionavam em escolas da União, 23 550 nas do município e 6 852 nas da iniciativa privada.
O ensino médio, em 2015, era lecionado em 990 estabelecimentos com 242 153 discentes registrados por matrícula, atendidos por 18 879 docentes. Dos 242 153 alunos, 198 952 encontravam-se nas escolas do estado.  7 415 estavam nas da União e 1 215 nas dos municípios e nas 34 571 da iniciativa privada.
Em 2010, a taxa de analfabetismo estadual era de 3,2%, a mais baixa do Brasil. A taxa de escolarização na faixa etária de 6 a 14 anos é de 99,2%, tornando o estado líder nesse quesito. Em 2009, 14,0% da população catarinense é de analfabetos funcionais. O IDH-educação de Santa Catarina é o 3.º mais alto do Brasil (0,934).,
As mais importantes instituições catarinenses de ensino superior do setor público são a Universidade Federal de Santa Catarina, a Universidade do Estado de Santa Catarina. A Universidade Federal da Fronteira Sul. O Instituto Federal de Santa Catarina, o Instituto Federal Catarinense. Já as universidades comunitárias são: Fundação Universidade Regional de Blumenau, a Universidade do Extremo Sul Catarinense, a Universidade do Sul de Santa Catarina. A Universidade do Oeste de Santa Catarina, o  Centro Universitário de Brusque — UNIFEBE; Universidade Alto Vale do Rio do Peixe (UNIARP). O Centro Universitário Municipal de São José, a Universidade do Sul de Santa Catarina, a Universidade do Contestado. A Universidade do Vale do Itajaí, a Universidade da Região de Joinville, a Centro Universitário de Jaraguá do Sul. A Universidade Comunitária Regional de Chapecó e a Universidade do Planalto Catarinense.
O estado possui, segundo dados do IDEB, o melhor índice de proficiência em leitura e redação do Brasil, ao contrário do ente federativo irmão nordestino, Maranhão.

### Transportes
Em 2019, Santa Catarina contava com 62.871 km de estradas, sendo 9.321 km pavimentados, e destes, 556 km eram vias duplicadas. A malha rodoviária de Santa Catarina compreende as diversas regiões do estado. As rodovias estaduais de Santa Catarina são comandadas pelo Departamento de Transportes e Terminais. Esta é responsável por consertar e vigiar a maior parte das vias públicas que ligam as cidades e as zonas rurais do estado. A presença de pedágios, em suas rodovias, é proibida pela Constituição Estadual de 1989.
As rodovias federais, controladas pelo Departamento Nacional de Infraestrutura de Transportes, têm, em sua maior parte, pedágios da Arteris. A mais importante rodovia é a BR-101, que corta o litoral e escoa boa parte da produção no estado. Outra rodovia principal é a BR-470, que conecta o meio-oeste com o litoral. A BR-470 se liga à BR-282 e à BR-283 e por ela passa a produção agroindustrial, a qual é exportada pelo porto de Itajaí. A BR-280 conecta a cidade de Porto União, no Planalto Norte, com o porto de São Francisco do Sul. Através dela, é conduzida a produção da indústria de móveis de São Bento do Sul e a erva-mate cultivada em Canoinhas. Outras rodovias famosas constituem a BR-153 e a BR-116. Esta cruza as cidades de Lages, Papanduva e Mafra, atravessando o estado até o limite com o Rio Grande do Sul.
Cinco portos especializados — São Francisco do Sul, Itajaí, Itapoá, Imbituba e Navegantes — compõem o sistema portuário de Santa Catarina. O primeiro, basicamente exportador, constitui o maior porto graneleiro do estado. O de Itajaí é reservado principalmente à exportação de açúcar e congelados e ao transporte de combustíveis. Ao passo disso, Imbituba representa um terminal carbonífero e Laguna, porto pesqueiro.
As estradas de ferro de Santa Catarina, gerenciadas em parte pela América Latina Logística, possuem dois troncos principais. Estes atravessam o estado na direção norte-sul: um, corta Mafra e Lages e o outro, Porto União, Caçador e Joaçaba. No norte do estado, uma linha em direção leste-oeste conecta as cidades com a costa. Atende Porto União, Canoinhas, Mafra, São Bento do Sul, Joinville e São Francisco do Sul. Outras ferrovias catarinenses atendem o vale do Itajaí e a região carbonífera, conectando-a aos portos de Laguna e Imbituba.
Existem 32 aeroportos públicos e particulares em Santa Catarina, sendo que apenas cinco realizam voos comerciais: Aeroporto Internacional Hercílio Luz em Florianópolis. Ministro Victor Konder em Navegantes, Lauro Carneiro de Loyola em Joinville. Serafim Enoss Bertaso de Chapecó, Diomício Freitas, perto de Criciúma, no sul do Estado e com inauguração recente em 2015. o Regional de Jaguaruna ou Humberto Ghizzo Bortoluzzi.

### Serviços e comunicações
Em Santa Catarina, há diversas empresas de abastecimento de água. Em 195 dos 295 municípios catarinenses, a empresa de água e saneamento básico é a Casan.

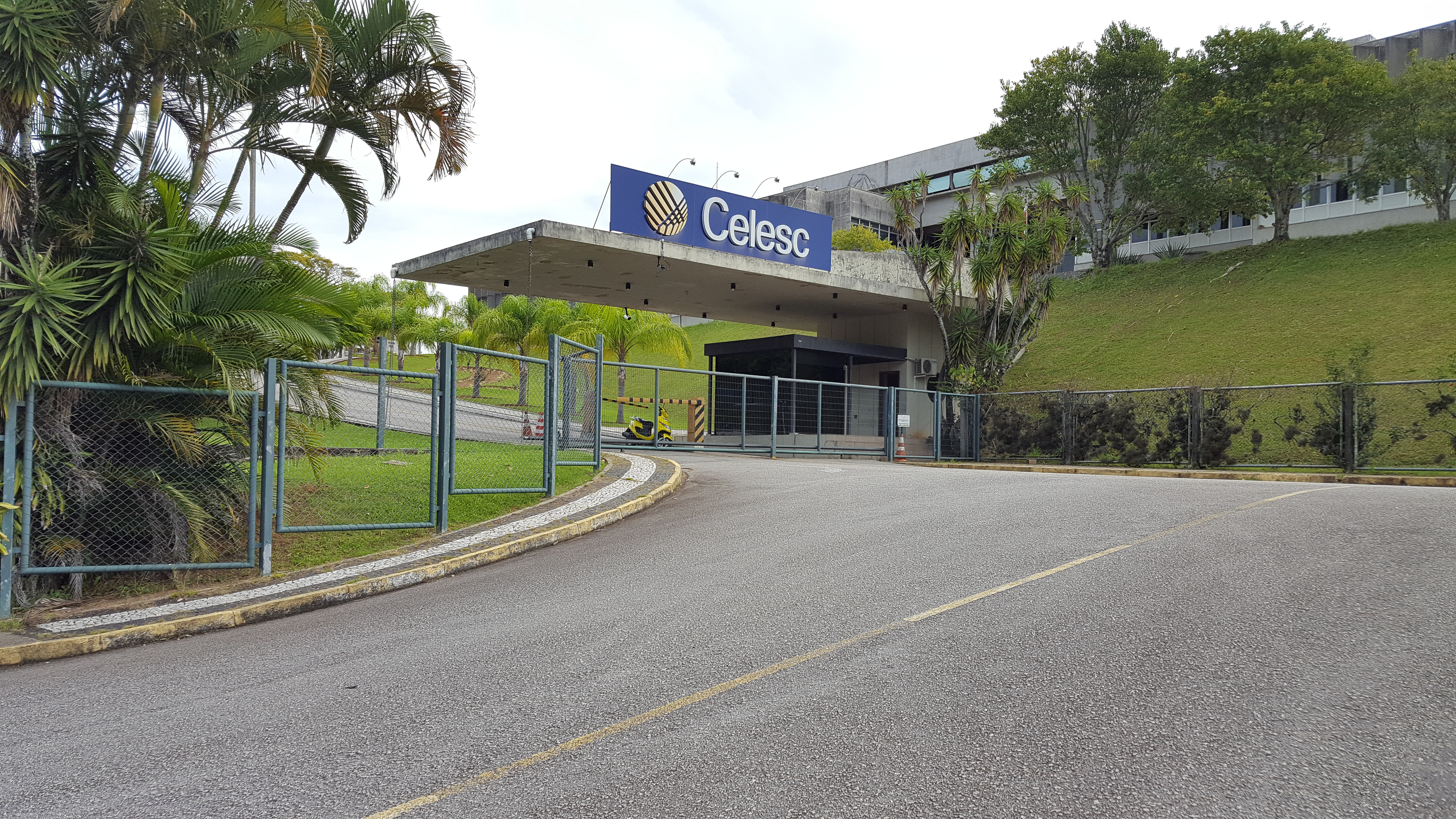
Sede das Centrais Elétricas de Santa Catarina, em Florianópolis.

No que diz respeito à energia elétrica, há uma empresa em território estadual, Centrais Elétricas de Santa Catarina. O potencial hidrelétrico de Santa Catarina não está completamente explorado, e usinas termelétricas produzem boa parte da energia consumida no estado. O carvão-vapor é usado no funcionamento dessas usinas. Essa utilização colabora não só para a ampliação da produção termelétrica como também garante comércio em desenvolvimento para o aumento do consumo da produção de carvão no estado.
Em Capivari de Baixo está o mais extenso complexo termelétrico a carvão da América Latina. O Complexo Termoelétrico Jorge Lacerda, com 857 megawatts, fazia parte da estatal Eletrosul Centrais Elétricas até a privatização, em 1997. Atualmente pertence à Tractebel Energia, empresa sediada em Florianópolis, filial do grupo francês GDF Suez. É importante ressaltar-se que nos últimos anos vem crescendo no estado a captação e a geração de energia a partir doutras fontes. Pode-se exemplificá-lo pela Usina de Cogeração Lages desde a biomassa gerada pelos resíduos da madeira. Os parques eólicos de Bom Jardim da Serra e Água Doce. As usinas de Biogás a partir da captação do gás metano de dejetos de animais em Itapiranga e Pomerode. E a começar de sólidos urbanos em Itajaí, da geração fotovoltaica na Megawatt Solar em Florianópolis (a maior da América Latina integrada a edifício). E na Cidade Azul (a mais extensa do Brasil e segunda da América Latina), localizada no município de Tubarão.

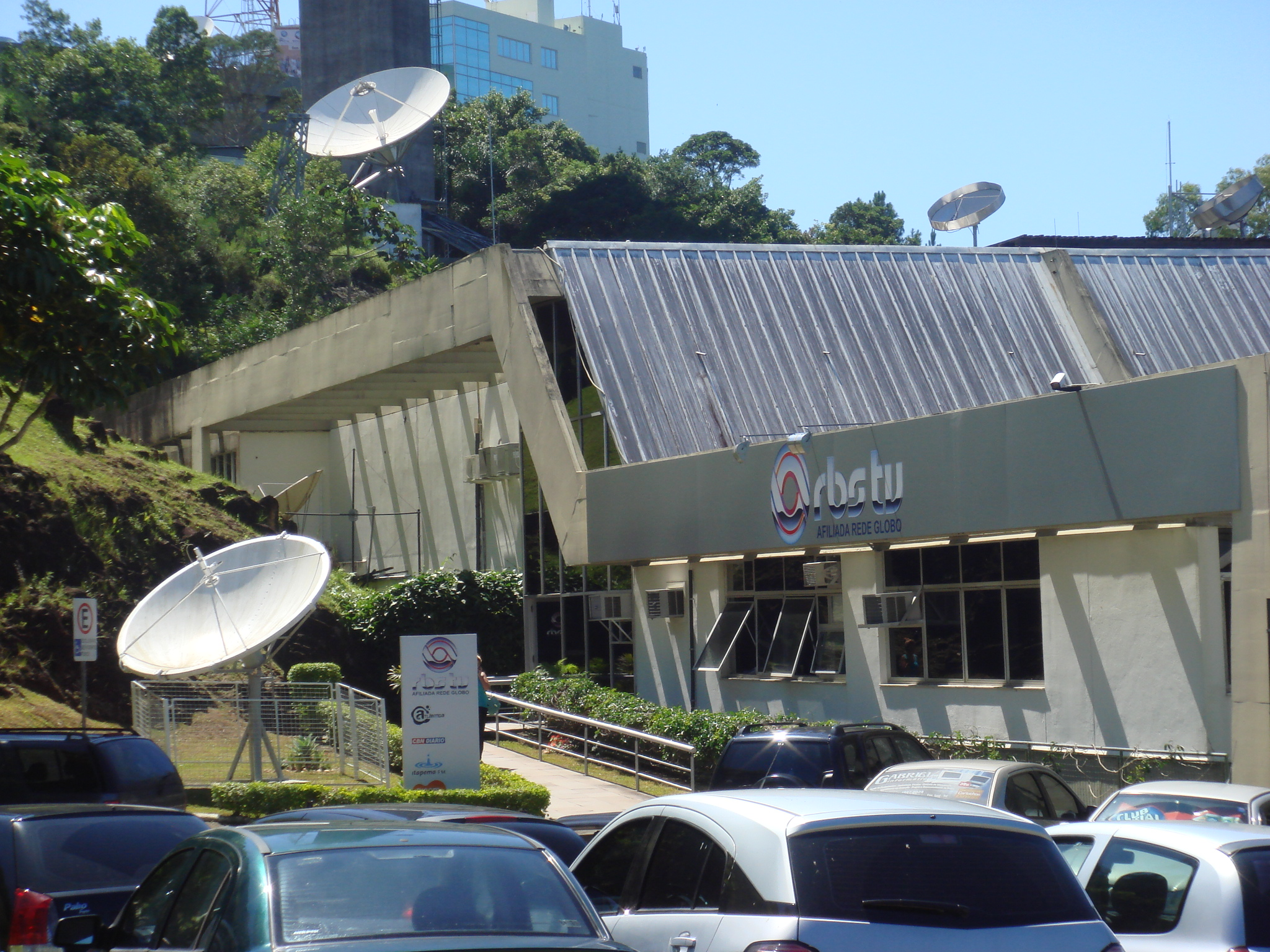
Sede da RBS TV Florianópolis, no Morro da Cruz.

Existem serviços de "internet" discada e banda larga (ADSL) sendo fornecidos por vários provedores de acesso gratuitos e pagos. O serviço de telefonia fixa é fornecido por algumas operadoras, como a Brasil Telecom. O código de área (DDD) do estado é variável, entre 047 e 049.  No dia 17 de novembro de 2008, as regiões leste e sul começaram a serem atendidas pela portabilidade. Juntaram-se a outras cidades de DDDs 85 e 88 (Ceará), 98 e 99 (Maranhão).
A secretaria encarregada das comunicações em todo o estado de Santa Catarina é a Secretaria de Comunicação, atuando tanto na assessoria da imprensa, quanto no "marketing" e na Internet. Há vários jornais em diversos municípios do estado, como, por exemplo, A Notícia (em Joinville), Notisul (em Tubarão), A Tribuna (em Criciúma). Jornal de Santa Catarina (em Blumenau), Jornal Vale do Itapocu (em Jaraguá do Sul), Correio Lageano (Lages). Oi São José (São José), Jornal Médio Vale (Timbó), etc. Ambos os periódicos de maior influência do Brasil, Diário Catarinense e Correio da Ilha, são catarinenses e suas sedes são mantidas na capital estadual.
Na área televisiva, a mais antiga emissora de televisão do estado, a TV Coligadas (atual NSC TV Blumenau), foi fundada por uma sociedade composta por Wilson de Freitas Melro, Caetano de Figueiredo e Flavio Rosa, além de outros 307 acionistas, em 1 de setembro de 1969. Ao longo dos anos, diversas outras emissoras foram desenvolvidas no estado e receberam fama no Brasil e no estado. Este foi o caso da NDTV, Record News Santa Catarina, a TV Barriga Verde, a NSC TV e a TV Canção Nova Florianópolis. Todas elas estão sediadas na região metropolitana de Florianópolis, além de existir transmissão de canais nas faixas Very High Frequency (VHF) e Ultra High Frequency (UHF).

## Cultura

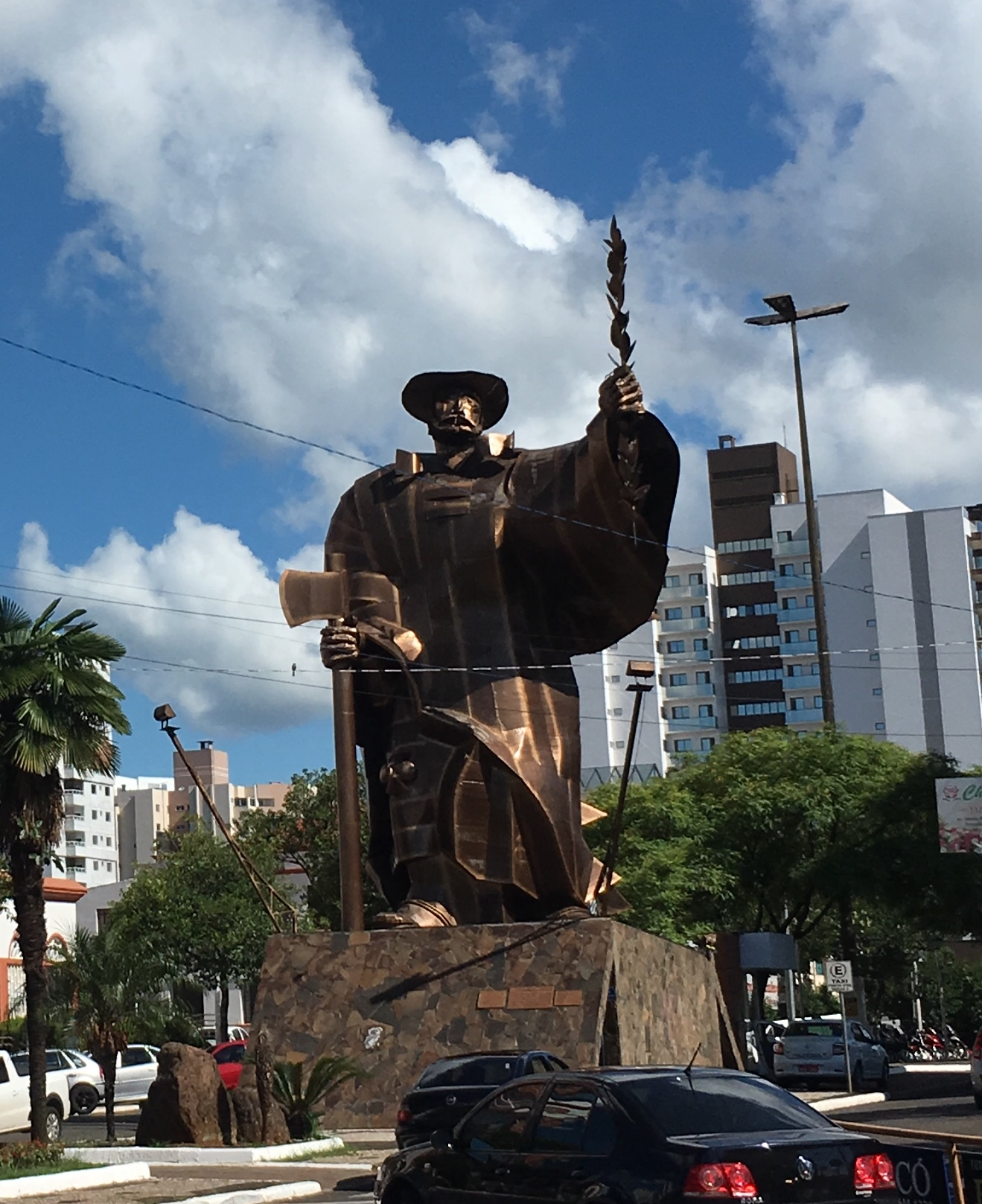
Monumento "O Desbravador" em Chapecó.

A origem da cultura de Santa Catarina se encontra na diversidade. Esta resulta da presença dos portugueses (açorianos e madeirenses), dos alemães do Vale do Itajaí, e pela pequena Itália localizada ao sul. Estes, após sua chegada a Santa Catarina trouxeram uma enorme bagagem cultural. Esses povos são caracterizados pela importância das tradições da sua população e por festividades religiosas que foram muito importantes para a formação da cultura do estado.
Santa Catarina reflete todos os povos colonizadores que constituem harmoniosamente a cultura desse estado. Por esse motivo, pode-se dizer que a culinária de Santa Catarina é abundante em frutos do mar (influência de Portugal), tais como peixes, camarões e mariscos. Estes podem apresentar variações no seu modo de preparar e segundo a espécie. Podem ser destacados como alguns alimentos mais comuns: peixe ensopado (com sal e ervas de cheiro) acompanhado com pirão e farinha de mandioca. Peixe frito (oferecido em pedaços e envolvido em farinha de mandioca ou de trigo até fritar), grelhado na brasa e/ou na folha de bananeira. Peixe assado, camarão à milanesa, caldo de camarão, ovas de tainha, entre outros. Além disso, existe a geleia de morango, bolo de mel, kutiá, torta de ricota e vereniqué (pastel cozido). No artesanato, destacam-se os artigos feitos de vime, lã e couro. Renda de bilros. A produção de bonecos de pano. Pintura em porcelana e a arte de escultura em madeira, que merece destaque por ter artesãos que fabricam peças para ilustres colecionadores.
Entre os principais catarinenses ilustres nascidos dentro e fora do estado, podemos destacar: Antonieta de Barros, florianopolitana, professora e política; Atílio Fontana, gaúcho, empresário e político. Bruno e Hermann Hering, alemães, industriais; Carl Hoepcke, alemão, industrial. Carlos Renaux, alemão, político, comerciante e industrial; Diomício Freitas, orleanense, empresário e político. família Schürmann, florianopolitana, viajantes de veleiro; Felipe Schmidt, lageano, politico; Gustavo Kuerten, florianopolitano, ex-tenista. Hercílio Luz, florianopolitano, engenheiro e político; João David Ferreira Lima, advogado e professor. José Arthur Boiteux, tijuquense, jornalista, historiador e advogado; Juarez Machado, joinvillense, artista plástico. Lindolf Bell, timboense, poeta; Nereu Ramos, lageano, advogado e político; Paulo Evaristo Arns, forquilinhense, religioso. Raulino Reitz, religioso, botânico e historiador; Santa Paulina, italiana, religiosa. Vera Fischer, blumenauense, atriz; Willy Zumblick, tubaronense, pintor.

### Espaços culturais

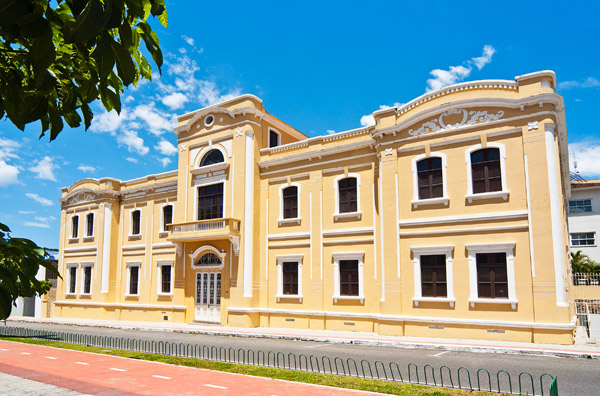
Academia Catarinense de Letras

Estão sediadas em Santa Catarina várias instituições culturais. Podem ser citados o Instituto Histórico e Geográfico de Santa Catarina, a Academia Catarinense de Letras e o Círculo de Arte Moderna. As principais bibliotecas são a Biblioteca Pública do Estado, a Biblioteca Pública Municipal do Estreito, as das diversas escolas da Universidade Federal (Florianópolis), a Biblioteca Pública Municipal Dr. Fritz Müller (Blumenau), a Biblioteca Pública Municipal (Joinville) e a Biblioteca da Fundação Camargo Branco (Lages). Existe ainda o Teatro Governador Pedro Ivo, Teatro Álvaro de Carvalho (TAC) e o complexo cultural do Centro Integrado de Cultura (CIC).
Os principais museus de Santa Catarina são o Museu Histórico (estabelecido na Casa de Santa Catarina, com armas, uniformes e objetos que pertenciam à Companhia Barriga Verde). A residência de Vítor Meireles, o Museu Etnográfico, Etnológico e Botânico, o Museu de Arte Moderna, o Museu do Índio. O Museu do Instituto Geográfico e Histórico, o Museu do Homem do Sambaqui (Florianópolis), o Museu de História Natural Dr. Fritz Müller (Blumenau). O Museu Arquidiocesano D. Joaquim (Brusque),  o Museu Nacional do Mar, com embarcações do Brasil e do exterior (São Francisco do Sul). O Museu Municipal (de imigrantes, colonizadores e achados arqueológicos), o Museu Estação da Memória  na histórica estação de trem (Joinville). E o Museu Histórico Pedagógico (Lages); em Rancho Queimado, o Museu Casa de Campo Governador Hercílio Luz. Em São Francisco do Sul, o Museu Nacional do Mar; e em Biguaçu, mais precisamente em São Miguel da Terra Firme, o Museu Etnográfico Casa dos Açores. Várias destas entidades são administradas pela FCC.

### Monumentos

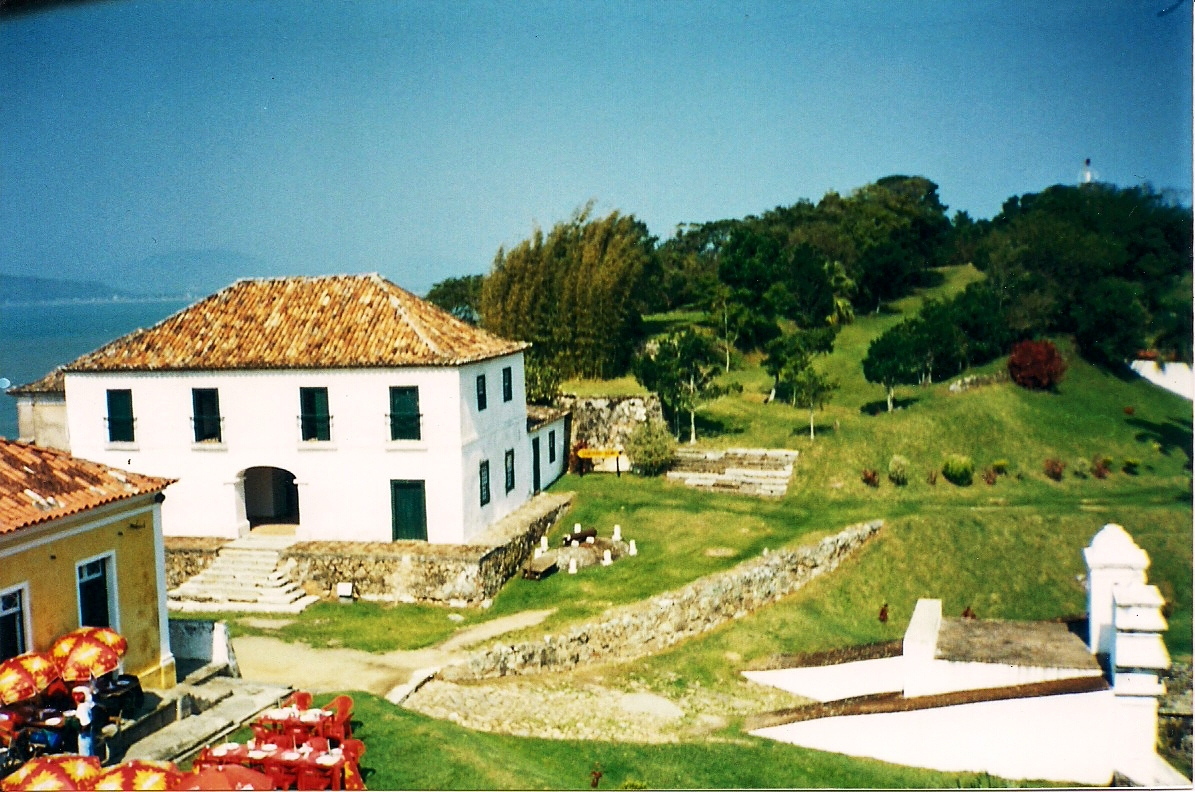
Fortaleza de Santa Cruz de Anhatomirim

Ao povoarem a atual Florianópolis, os açorianos ergueram um sistema de fortalezas, que hoje são de grande importância histórica. Na ilha de Anhatomirim encontra-se um desses fortes, a fortaleza de Santa Cruz. Esta, erigida em 1744, foi restaurada pelo Serviço do Patrimônio Histórico e Artístico Nacional. Das ruínas do forte de São José da Ponta Grossa (1740), na praia do Forte, tem-se um dos mais belos panoramas da região.
Outros monumentos conhecidos são o Mercado Público e o prédio da Alfândega. Estes foram construídos no final do século XIX. A ponte Hercílio Luz (1926) é uma das mais longas pontes pênseis do planeta (Florianópolis). O palácio dos Príncipes foi construído em 1870 (Joinville). O patrimônio histórico tomba as ruínas e construções da ilha de São Francisco do Sul e da cidade de Laguna.
Além disso, na costa, existem muitos casarões de arquitetura portuguesa. Nas regiões do Vale do Itajaí e no norte do estado, podem ser encontradas também a arquitetura alemã. Esta é mais conhecida como estilo enxaimel. O município de Treze Tílias, por seu turno, foi criado por imigrantes austríacos da região do Tirol e parece uma vila alpina.

### Festividades
Das festas folclóricas, as principais são promovidas no mês de outubro em diversas cidades: em Criciúma, a Festa das Etnias; em Florianópolis, a Fenaostra. Em Blumenau, a Oktoberfest, tradicional festa alemã, com comercialização de chope, canções típicas e grupos de folclore. Em Joinville, a Fenachopp. Em Rio do Sul, a Kegelfest, onde o atrativo, além da cerveja, é o bolão, jogo análogo ao boliche e à bocha. Em Treze Tílias, a Tirolerfest, que celebra o aniversário da imigração austríaca. Em Jaraguá do Sul, a Schützenfest, combinação de torneio de tiro com festival alimentar e cervejeiro. em Brusque, a Fenarreco. Em Pomerode, a Pomerana; em Itapema, o Festival do Camarão; e, em Itajaí, a Marejada, com culinária de Portugal.

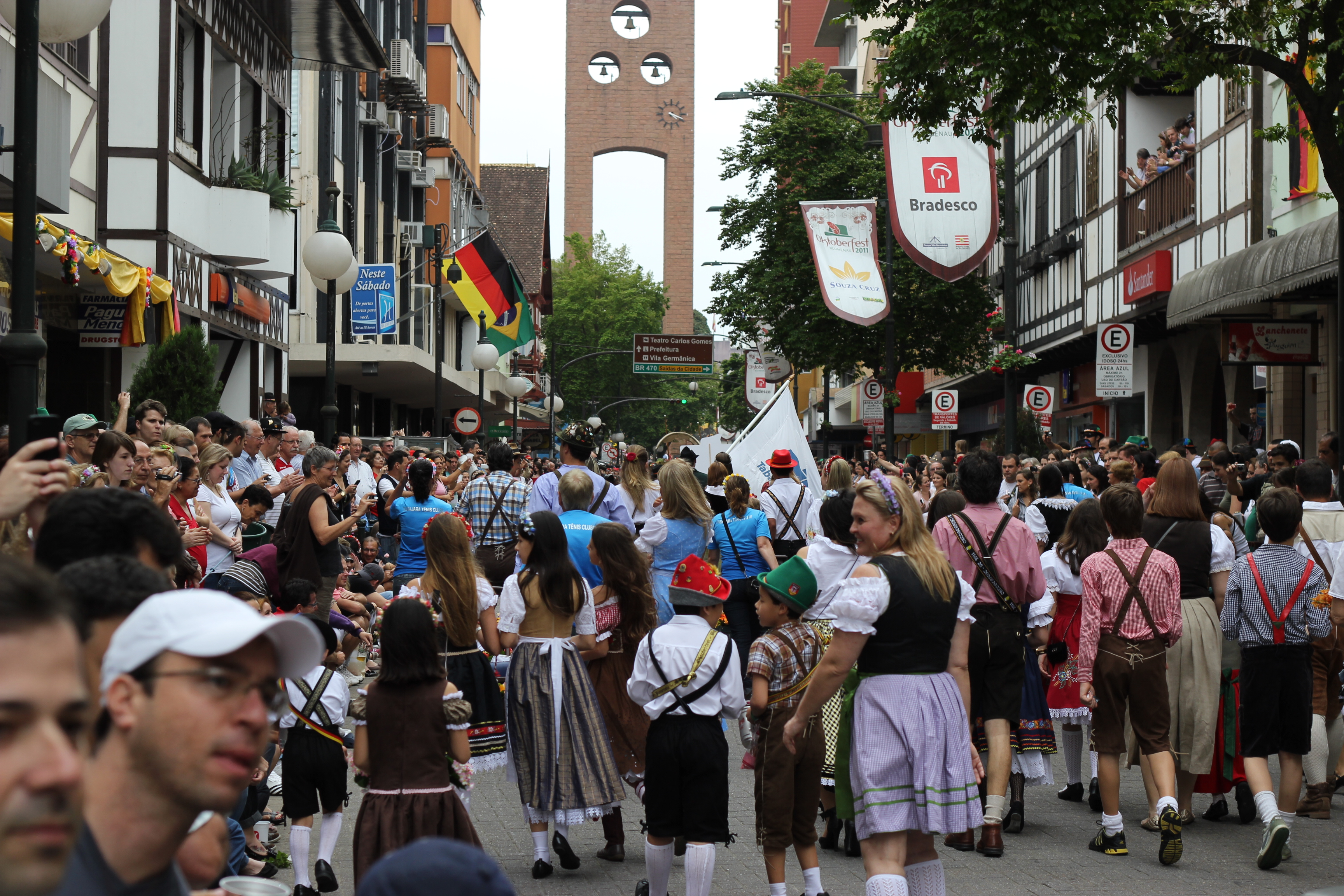
Blumenau, onde ocorre a maior oktoberfest fora da Alemanha

Outras festas folclóricas famosas no estado são o Terno de Reis, em janeiro. O boi-de-mamão, em janeiro e fevereiro, uma aparência de pantomima onde prevalece a imagem de um boi de papelão ou madeira. Esta é acompanhada de pessoas, fantasia, dançarinos e cantores; e a farra do boi, na semana santa. Da culinária de Santa Catarina, os pratos mais famosos são a bijajica (bolinho de polvilho, ovos e açúcar, fritado em banha). E o Ente mit Rotkohl (marreco com repolho roxo), iguaria da região de Brusque. No mês de abril ocorre a Expofeira Nacional da Cebola no município de Ituporanga, período em que as festas são realizadas. O evento, a cada edição, se firmou como habitual para excursões, promoção de agronegócios e divulgação de novas tecnologias no setor agropecuário. Entre maio e julho ocorre em Lages a Festa Nacional do Pinhão, com pratos típicos feitos de pinhão, considerado o mais importante festival tradicionalista brasileiro. E em Urussanga, no sul do estado, a Festa do Vinho e a festa Ritorno Alle Origini merecem destaque como festas da imigração italiana na região.
Dentre as festas religiosas tradicionais de Santa Catarina merecem destaque. Entre elas incluem: a procissão do Senhor Jesus dos Passos. E as festas de São Sebastião, Divino Espírito Santo (móvel, com três dias de duração) e Santa Catarina (padroeira do estado).

### Esportes

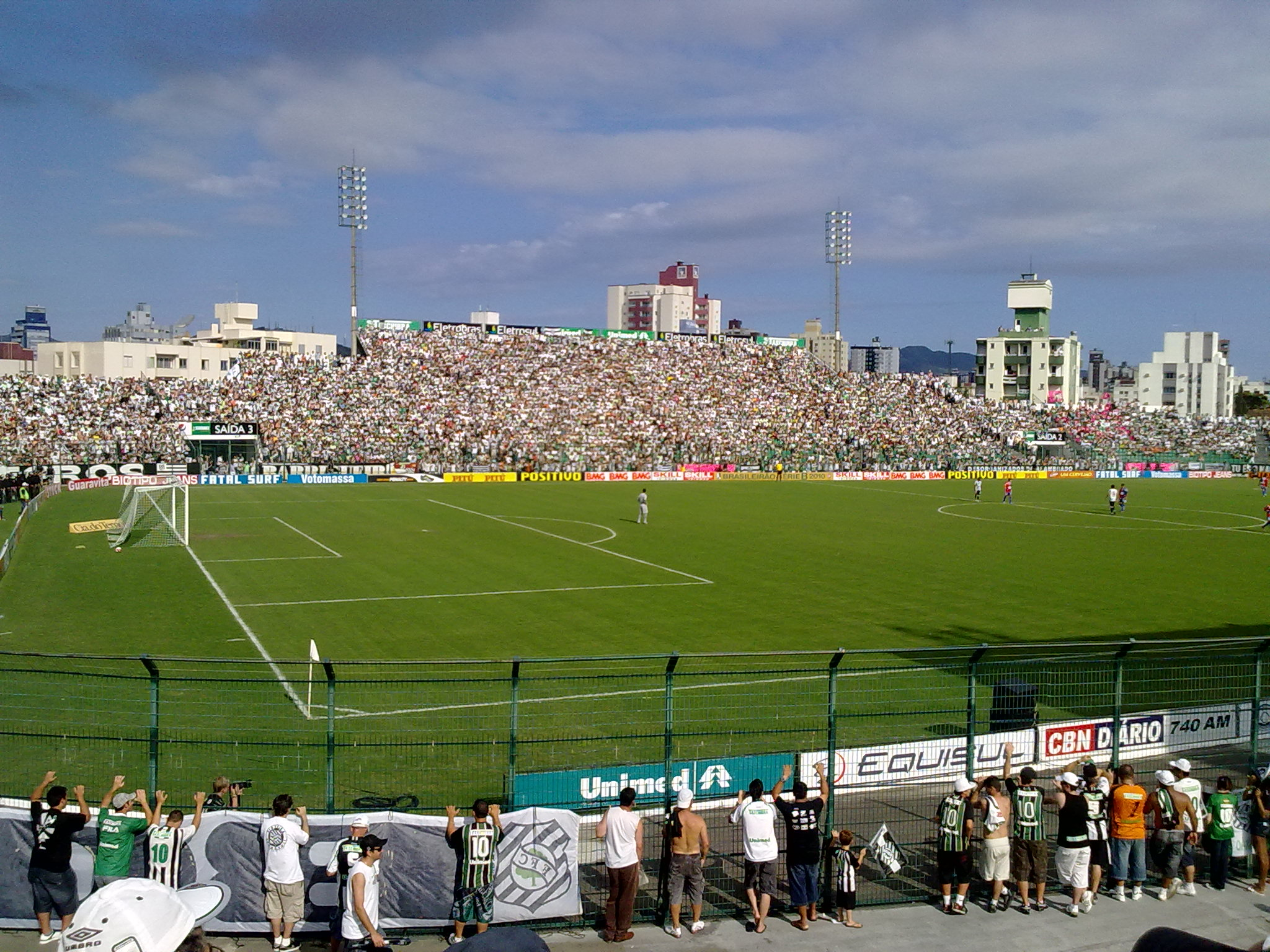
O Estádio Orlando Scarpelli em novembro de 2010

O futebol é o esporte mais popular no estado de Santa Catarina, seguido por vôlei, tênis, basquete, ciclismo e artes marciais. O futebol em Santa Catarina foi introduzido no início do século XX. Tem como principais equipes o Avaí, o Figueirense, a Chapecoense, o Joinville e o Criciúma, além de outros menores. Já, o Campeonato Catarinense, realizado anualmente desde 1924, é o principal evento de futebol no estado. Esta competição esportiva é organizada pela Federação Catarinense de Futebol, contando com a participação de doze equipes na primeira divisão. Os estádios Arena Condá, em Chapecó, e Heriberto Hülse, em Criciúma, são o maiores de futebol de Santa Catarina.
Santa Catarina é sede de eventos esportivos nas mais diversas modalidades, seja de importância local, nacional e até mesmo internacional, entre os quais os Jogos Abertos de Santa Catarina. Os Joguinhos, a Olimpíada Estudantil (Olesc), os Jogos Escolares (JESC). Campeonato Escolar de Futsal (MOLEQUE), os Jogos Abertos Paradesportivos (PARAJASC), os Escolares Paradesportivos (PARAJESC). Os Abertos da Terceira Idade (JASTI) e Dança Catarina, todos realizados pela secretaria estadual do esporte.
Dentre as principais personalidades do esporte catarinense estão: no tênis, Gustavo Kuerten, o maior tenista do Brasil e um dos maiores do mundo. É filho do jogador amador Aldo Kuerten, que incentivou a educação pelo esporte. Aldo contribuiu nos torneios como juiz de cadeira. No futebol, Wellington Saci e Filipe Luís. No atletismo, Darlan Romani e Márcia Narloch. Na natação, Fernando Scherer. No skatismo, Pedro Barros No voleibol, Ana Moser, Bárbara Bruch, Carlos Schwanke. Tiago Barth, Thiago Henrique Sens, e Rosamaria Montibeller. No basquete, Guilherme Teichmann, André Luiz Bresolin Goés, Jimmy Dreher de Oliveira e Tiago Splitter. No ciclismo, Hans Fischer, morto em 1988. E nas artes marciais, Thiago Tavares (jiu-jitsu), Júnior dos Santos, Leonardo Mafra. Márcio Alexandre, Rafael Silva (MMA) e Wande Lopes (muay thai).

### Feriados
Em Santa Catarina há dois feriados estaduais: o dia 11 de agosto, data magna do estado, e o dia 25 de novembro, festa litúrgica de Santa Catarina de Alexandria. Estes feriados foram oficializados por meio das leis n.º 10 306/1996 e 12 906/2004, ambas revogadas pela Lei Estadual n.º 16 719/2015.